# Musée Calvet
Pour les articles homonymes, voir Calvet.
Le musée Calvet est le principal musée d'Avignon. Il est logé, pour sa partie beaux-arts, dans un hôtel particulier classé du XVIIIe siècle.
La richesse et l'importance de ses collections sont reconnues. Elles touchent à l'archéologie, aux beaux-arts, aux arts décoratifs, en particulier l'orfèvrerie, la faïence, la porcelaine, la tapisserie, la ferronnerie et l'ethnologie en Asie, Océanie et Afrique.

## Histoire

### L'hôtel de Villeneuve-Martignan
Sur cet emplacement se trouvait la Livrée de Cambrai, nommée du nom de son dernier occupant, le cardinal Pierre d'Ailly, évêque de Cambrai. En 1719, elle fut vendue à François-René de Villeneuve, marquis d'Arzeliers et seigneur de Martignan, dans la Principauté d'Orange.

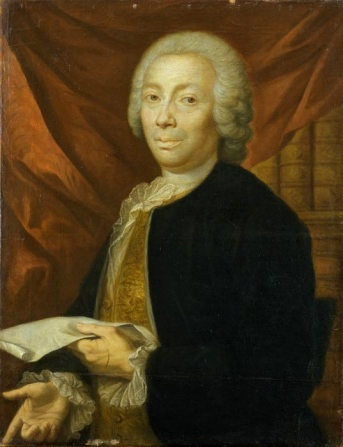
Philippe Sauvan (1698-1789), Portrait d'Esprit Calvet (vers 1778-1780), Avignon, musée Calvet.

En 1734, son fils, Jacques-Ignace de Villeneuve (1713-1765), décida d'adjoindre à sa résidence de nouveaux bâtiments qu'il fit édifier sous la direction de Thomas Lainée. Fantasque, il fit tout raser en 1741 pour reconstruire tout à neuf selon les plans de Jean-Baptiste Franque. Les travaux ne furent achevés qu'en 1749, et ont ruiné son propriétaire. Celui-ci est obligé de louer une partie du rez-de-chaussée à partir de 1753.
A la Révolution, les propriétaires ayant émigré, l'hôtel de Villeneuve est saisi comme bien national. Toutefois, il ne trouve pas d'acheteur en raison de sa trop grande valeur. En 1801, de retour d'émigration, Étienne-Joseph de Raousset-Soumabre, le gendre de Jacques-Ignace de Villeneuve, obtint sa restitution.
En 1802, pour 33 000 francs, l'hôtel est acheté par le négociant Joseph-Véran Deleutre, moulinier en soie d'Avignon, qui y installa son industrie. Puis, il loue le bâtiment à la ville d'Avignon pour y installer les collections d'Esprit Calvet. Il fut acquis par la municipalité le 3 mars 1833 pour être transformé en musée.
L'hôtel de Villeneuve-Martignan fait l’objet d’un classement au titre des monuments historiques depuis le 1er octobre 1963.

### Le musée
Grand collectionneur et physiocrate de formation, Esprit Calvet voua sa vie entière à la médecine et aux arts. En 1810, il légua par testament à Avignon, sa ville natale, à charge de créer une institution autonome, une riche bibliothèque, une collection d'histoire naturelle et un cabinet d'antiquités, avec les fonds nécessaires pour les entretenir. Un décret impérial du 9 avril 1811, depuis le palais des Tuileries, a permis au maire d'Avignon d'accepter, au nom et pour la commune d'Avignon, le legs universel fait à son profit,. Le musée Calvet, nommé ainsi en son honneur, conserve nombre de ses objets d'art.
Depuis les années 1980, le musée Calvet est scindé en deux parties situées dans deux bâtiments différents : le musée des beaux-arts est resté dans l'hôtel de Villeneuve-Martignan du XVIIIe siècle, tandis que le musée lapidaire a, quant à lui, été redéployé dans l'ancienne chapelle du collège des Jésuites, rue de la République à Avignon.

## Collections du musée
Le musée, situé dans l'hôtel de Villeneuve-Martignan, abrite des objets d'art, dessins, sculptures et peintures du XVe  au  XXe siècle.

### Peinture
La collection de peintures présente des œuvres allant du XVe  au  XXe siècle.

#### Peinture française

##### Peinture française desXVIeetXVIIesiècles
- Simon de Châlons : La Sainte parenté ; L'Adoration des bergers ; La Résurrection du Christ ; Déploration sur le Christ mort.
- Nicolas Mignard : Saint Michel écrasant les anges rebelles ; Saint Bruno en oraison ; Le Vice-légat Frédéric Sforza ; La Vierge remettant le scapulaire à saint Simon Stock ; La Pietà ; Autoportrait.
- Reynaud Levieux : Laban cherchant ses idoles ; L'Archange Gabriel apparaissant à Zacharie.
- Pierre Dupuis : Nature morte aux légumes et abricots.
- Pierre Mignard : Portrait d'Henri de Forbin Maynier, baron d'Oppède ; La rencontre d'Alexandre avec la reine des amazones.
- Pierre II Mignard : Allégorie du printemps ; Allégorie de l'été ; Allégorie de l'automne ; Allégorie de l'hiver ; Apollon faisant écorcher Marsyas ; Noli me tangere.

- Peintures françaises des XVIe  et  XVIIe siècles

Peintures françaises des s
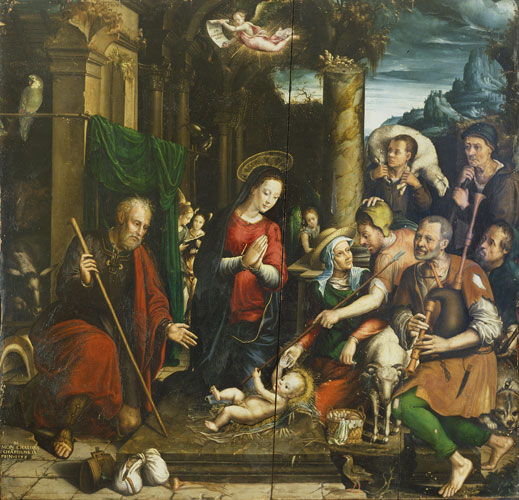
Simon de Châlons, L'Adoration des bergers.
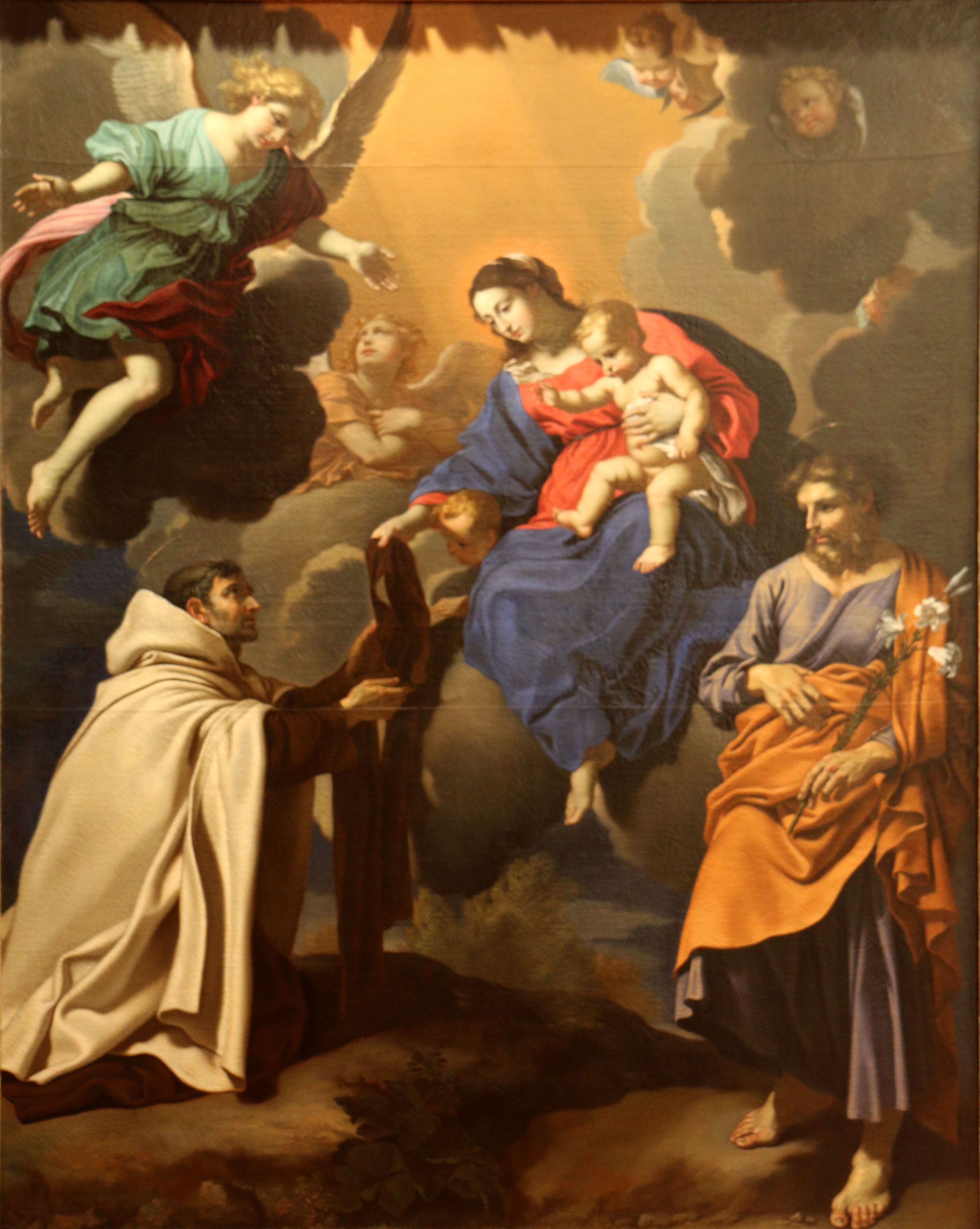
Nicolas Mignard, La Vierge remettant le scapulaire à saint Simon Stock.
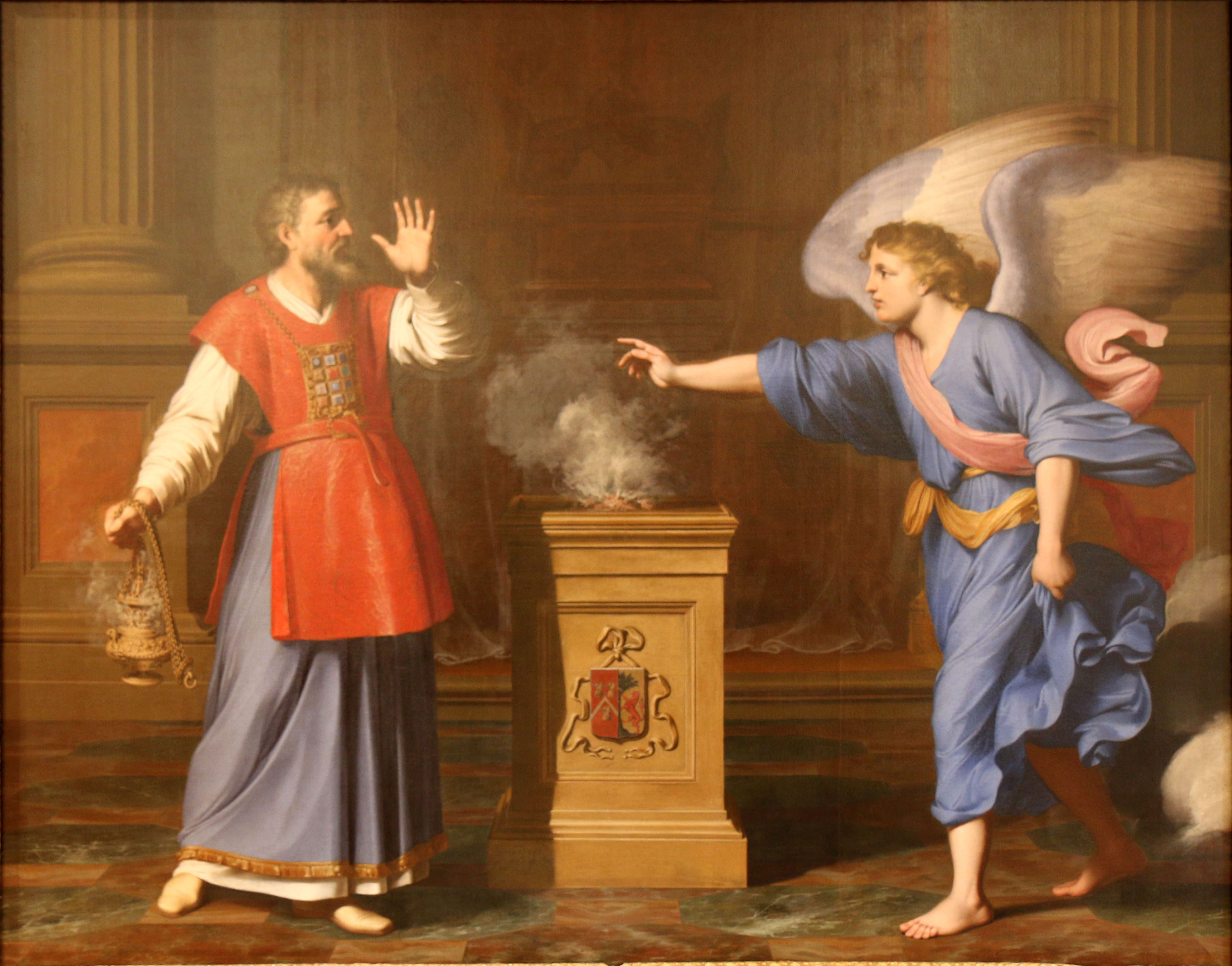
Reynaud Levieux, L'Archange Gabriel apparaissant à Zacharie.
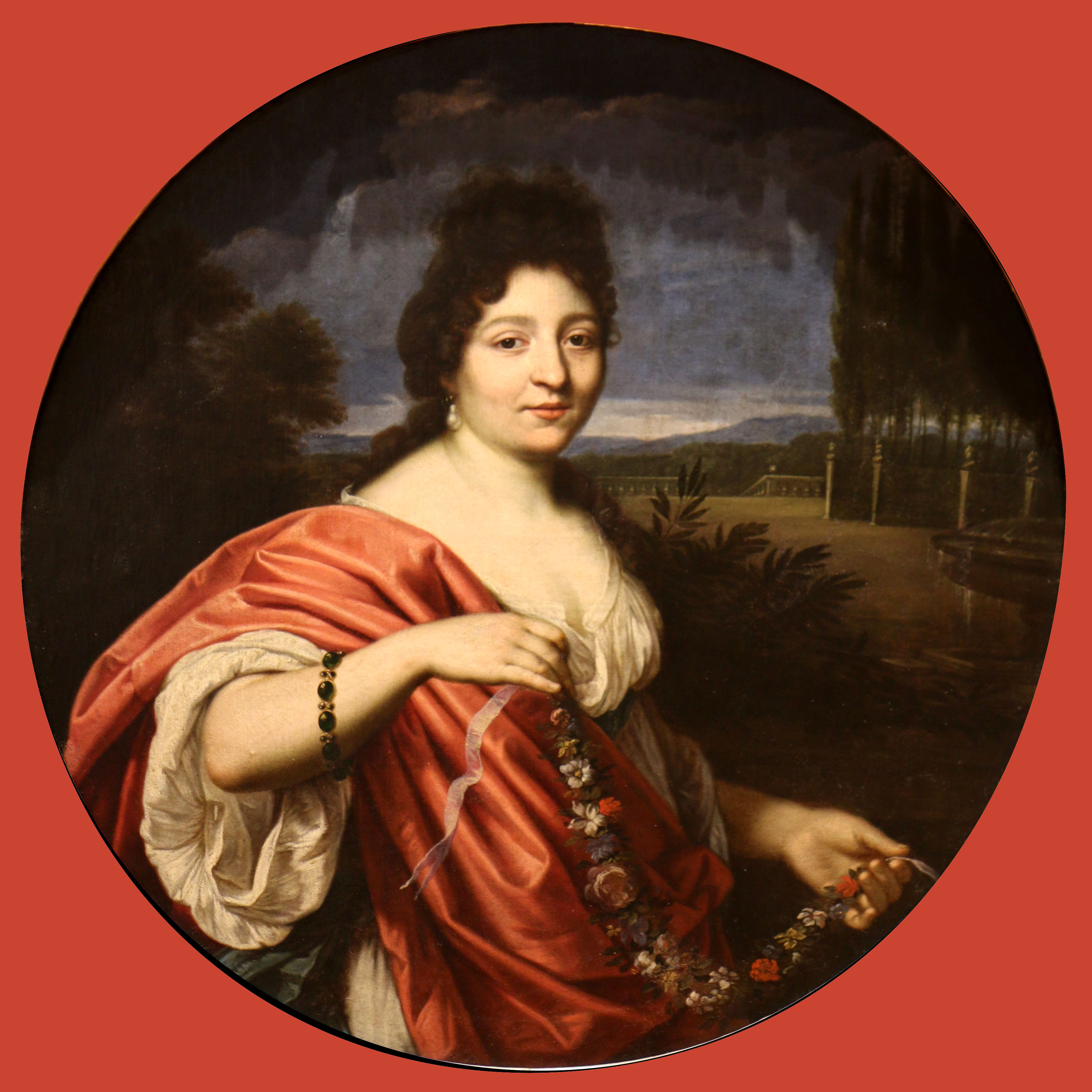
Pierre II Mignard, Allégorie du printemps.

##### Peinture française duXVIIIesiècle
- Nicolas de Largillierre : Portrait de Pierre Parrocel.
- Jean Raoux : Jeune Femme lisant une lettre ; Le Silence, ou Femme à la fenêtre soulevant un rideau.
- Pierre Parrocel : La Résurrection du Christ.
- Étienne Parrocel : Saint Jean-Baptiste désignant le Messie ; Saint Camille de Lellis présenté à la Trinité.
- Jean Valade : Marie-Anne de Montboissier-Beaufort-Canillac, marquise de Beaumont ; Portrait de Joseph François Xavier de Seytres.
- Jacques de Lajoüe : Marine, temps calme.
- Philippe Sauvan : La Souveraineté ; Portrait d'Esprit Calvet ; La Ville d'Avignon restituée au Saint Siège.
- Joseph Vernet : L'Entrée d'un port de mer par temps calme ; La Gondole italienne ; Fraîche matinée, partie de plaisir ; Naufrage d'un voilier sur des rochers ; La Bergère des Alpes ; Matin sur terre, la pêche en rivière ; Midi sur terre, coup de vent ; Matin à la mer, effet de brouillard ; Marine, soleil levant, port avec un temple.
- Joseph-Marie Vien : La Présentation de Jésus au temple.
- Jean-Baptiste Marie Pierre : La Décollation de saint Jean-Baptiste.
- Louis-Michel van Loo : Portrait de Joseph Vernet.
- Hubert Robert : Le Printemps ; La Fontaine de Vaucluse ; Paysage de ruines avec fontaine ; Passage d'un troupeau devant le Colisée et l'Arc de Constantin à Rome.
- Jean-Baptiste Regnault : L'Éducation d'Achille par le centaure Chiron.
- Pierre Peyron : Curius Dentatus refusant les présents des ambassadeurs samnites.
- Jacques-Louis David : La Mort de Joseph Bara.
- Élisabeth Vigée Le Brun : Portrait de Giuseppina Grassini.

Peintures françaises du XVIIIe siècle
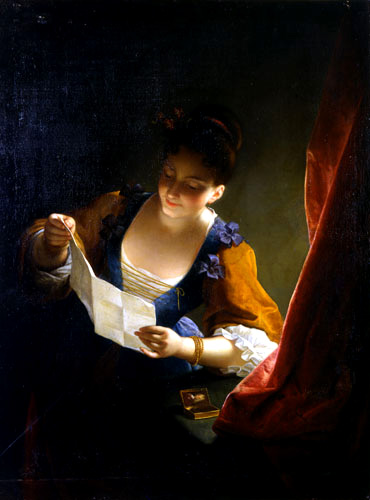
Jean Raoux, Jeune Femme lisant une lettre.
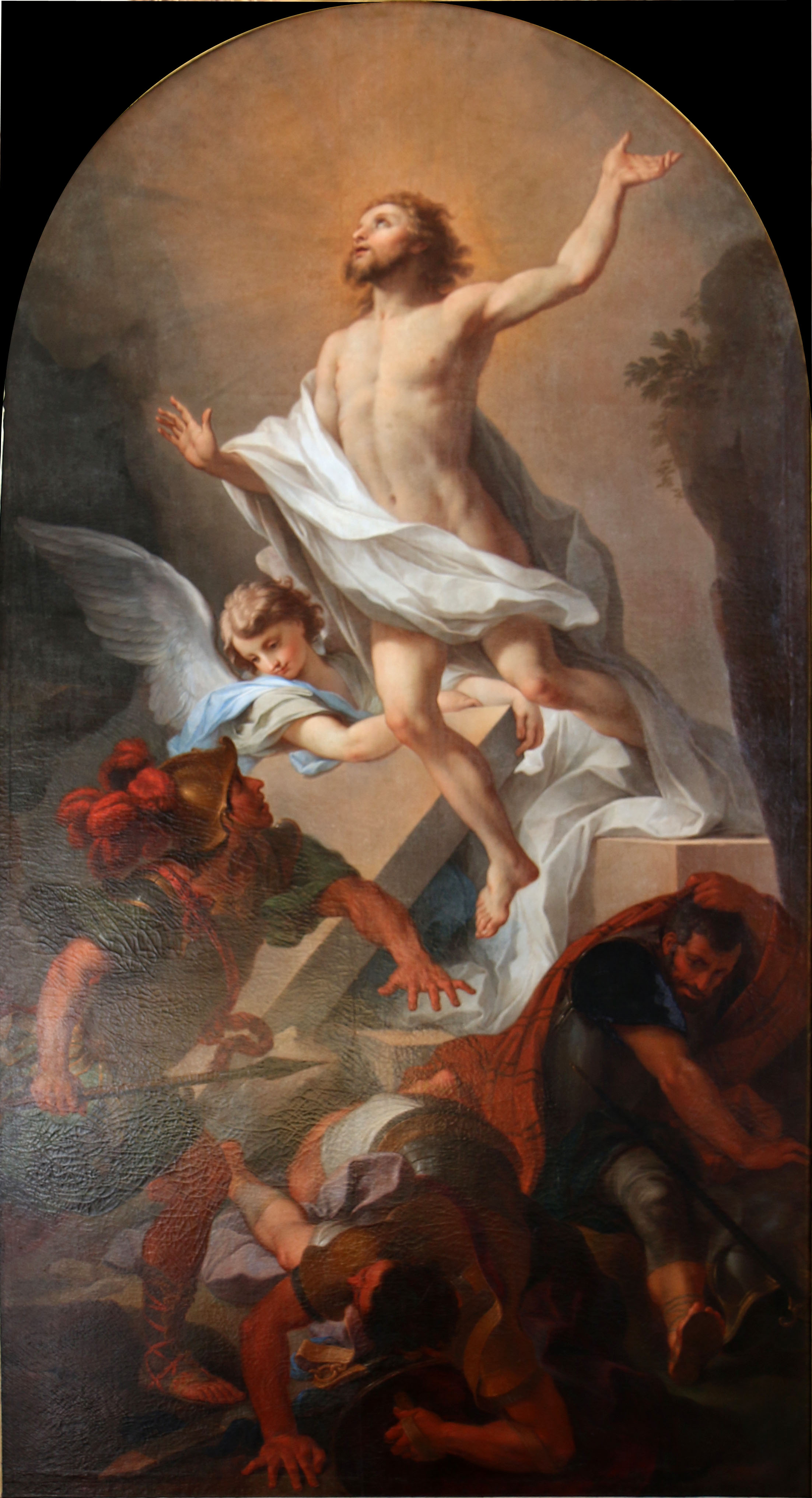
Pierre Parrocel, La Résurrection du Christ.
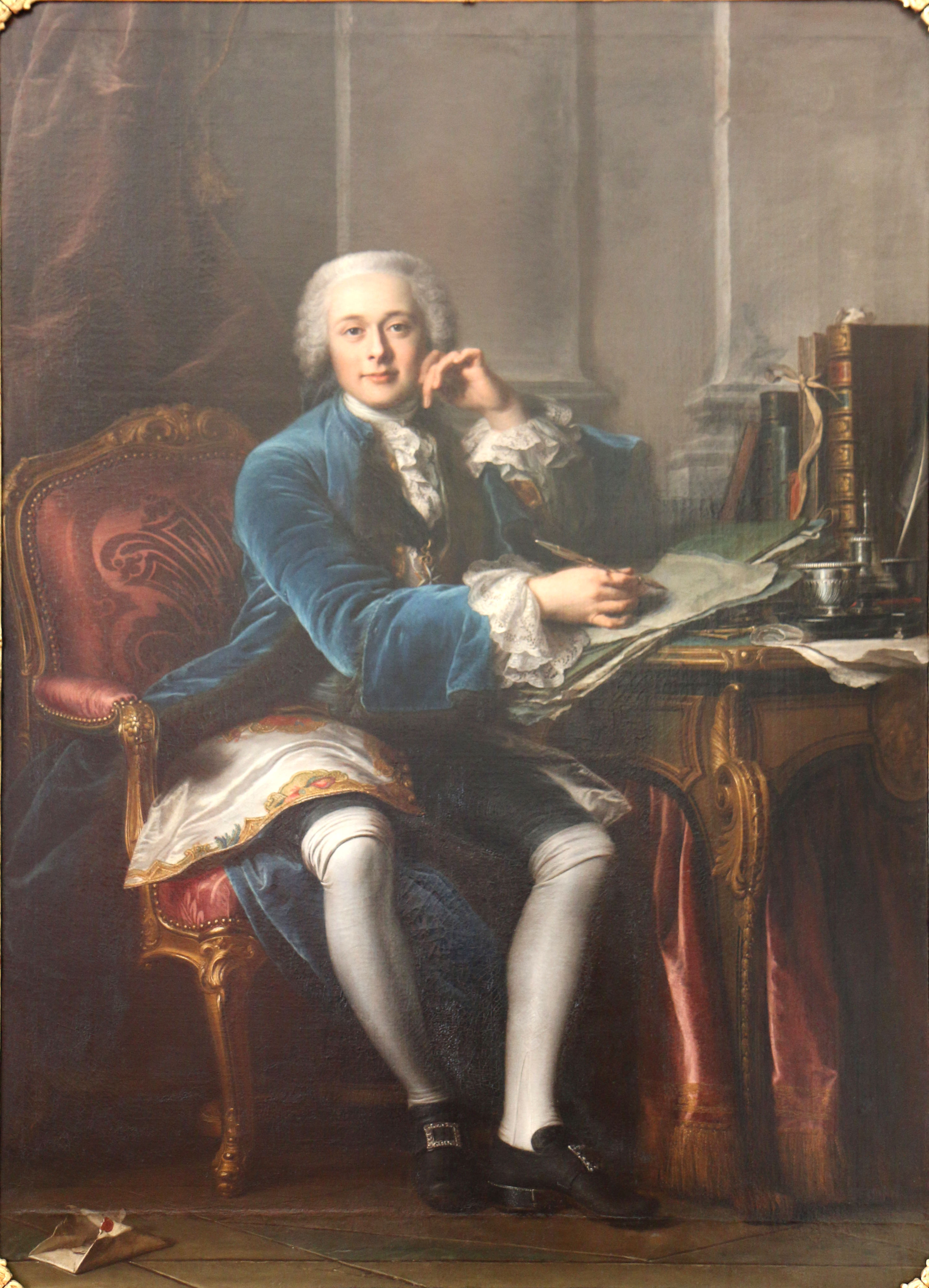
Jean Valade, Portrait du marquis de Caumont.
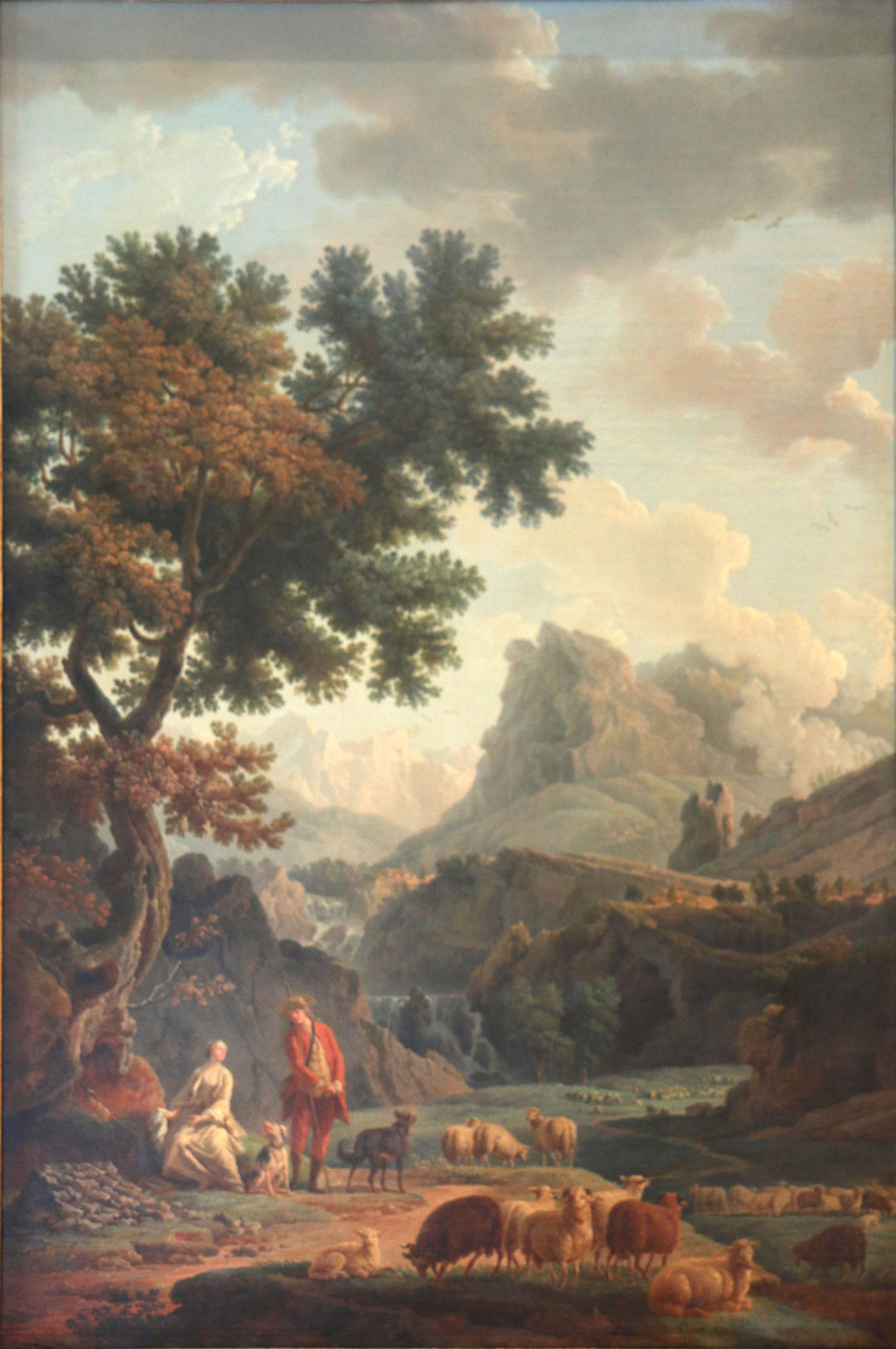
Joseph Vernet, La Bergère des Alpes.
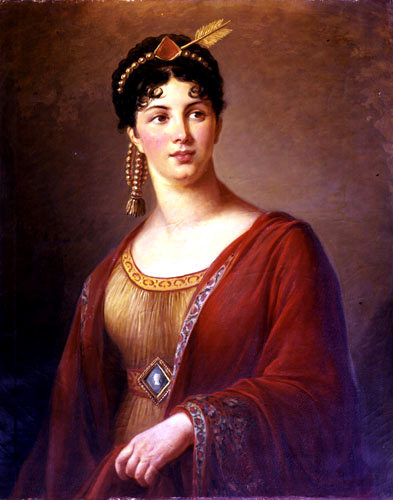
Élisabeth Vigée Le Brun, Portrait de Giuseppina Grassini.

##### Peinture française duXIXesiècle
- Horace Vernet : Joseph Vernet, attaché à un mât, étudie les effets de la tempête, huile sur toile, 1822 ; Mazeppa aux loups, huile sur toile, 1826[12].
- Carle Vernet, Chevaux effrayés par l'orage
- Jean-Joseph Lacroix : La Légende du Christ des pénitents noirs.
- Jean-Antoine Constantin : Vue de la Fontaine de Vaucluse.
- François Marius Granet : Réception de Jacques de Molay dans l'ordre du temple.
- Claude Marie Paul Dubufe : Apollon et Cyparisse.
- Jean-Baptiste Camille Corot : Site d'Italie.
- Jean-Joseph-Xavier Bidauld : François Ier à la Fontaine de Vaucluse.
- Eugène Devéria : Portrait de Calvet.
- Auguste-Barthélemy Glaize : Luca Signorelli se disposant à peindre son fils tué en duel à Cortone.
- D'après Antoine-Jean Gros : La Bataille de Nazareth.
- Isidore Dagnan : Vue d'Avignon et du pont Saint-Bénézet.
- Auguste Bigand : Caravage dans son atelier.
- Pierre Révoil : Charles-Quint à l'abbaye de Saint-Just.
- Paul Huet : Vue générale d'Avignon et de Villeneuve-lès-Avignon, prise de l'intérieur du fort Saint-André ; Vue d'Avignon prise du côté nord.
- Théodore Chassériau : Baigneuse endormie près d'une source.
- Alfred Sisley : L'Église de Moret.
- Armand Guillaumin : La Pointe de la Baumette.
- Paul Guigou : Autoportrait ou l'homme à la pipe.
- Pierre Grivolas : Les Flagellants au XIVe siècle ; Le Marché de la place Pie.
- Victor Leydet : Avant la messe ; Portrait de jeune homme en pied.
- Paul Vayson : L'Enfant prodigue gardant les porcs.
- Clément Brun : Rue à Villeneuve-lès-Avignon.
- Pierre-Jérôme Lordon, Sépulture donnée à saint Sébastien, 1827.

Peintures françaises du XIXe siècle
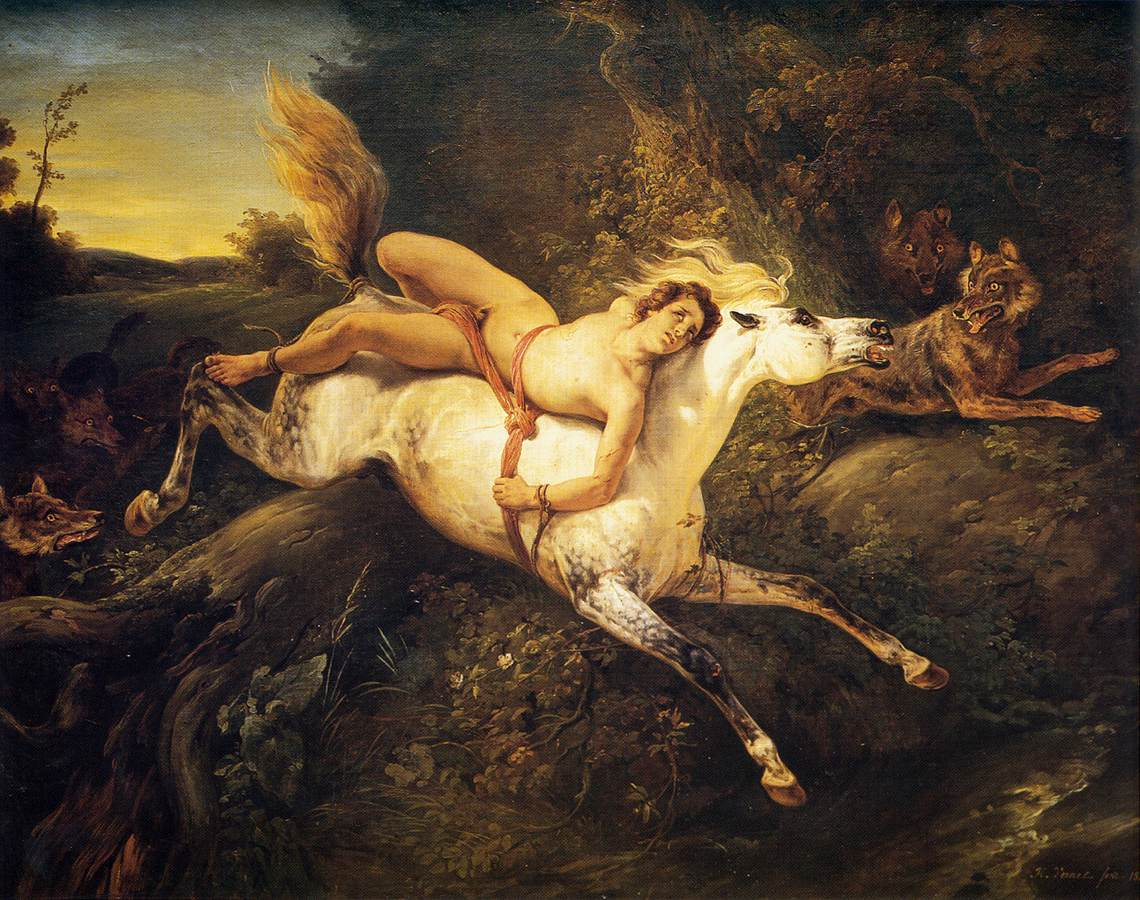
Horace Vernet, Mazeppa aux loups.
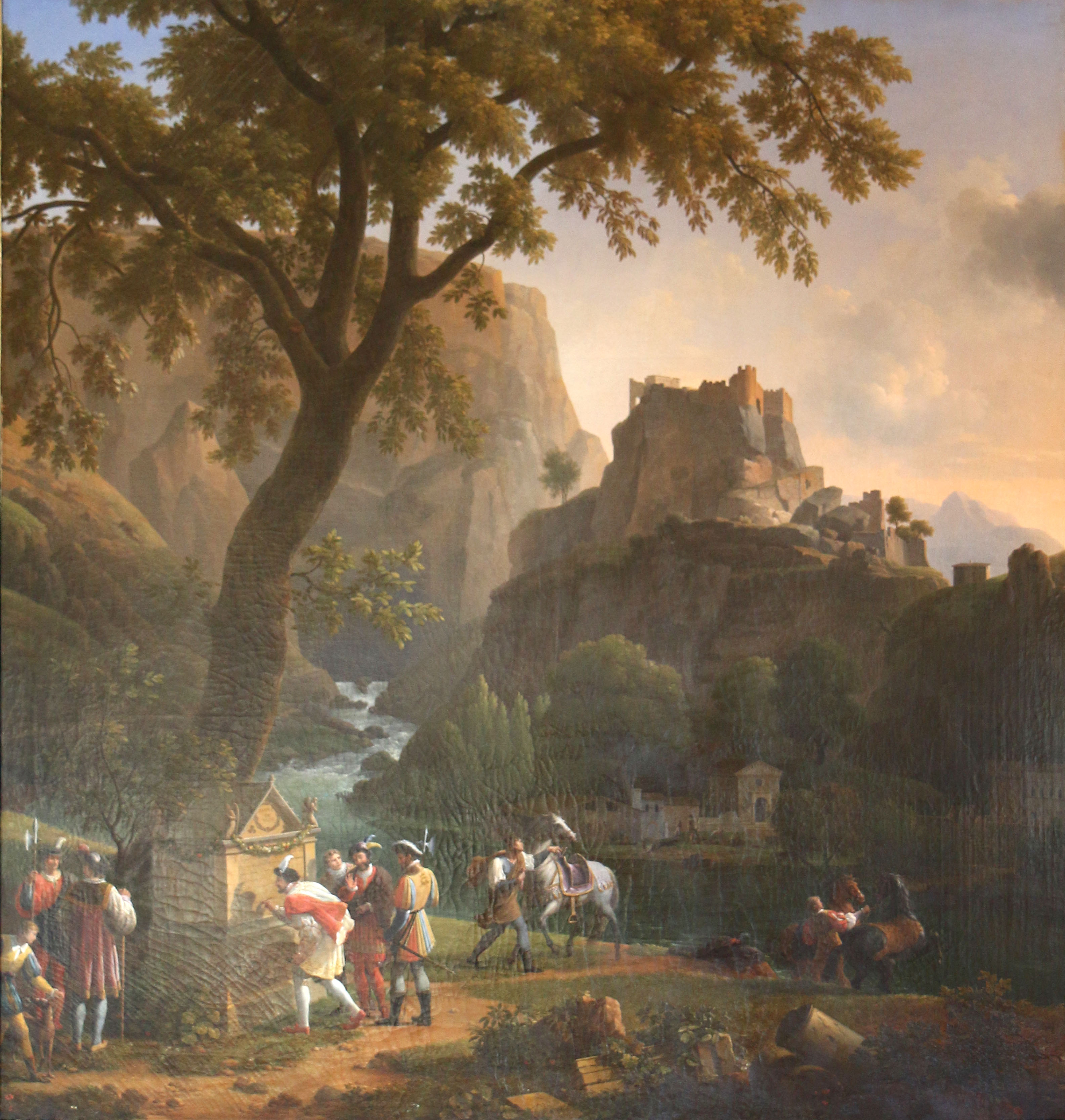
Jean-Joseph-Xavier Bidauld, François Ier à la Fontaine de Vaucluse.
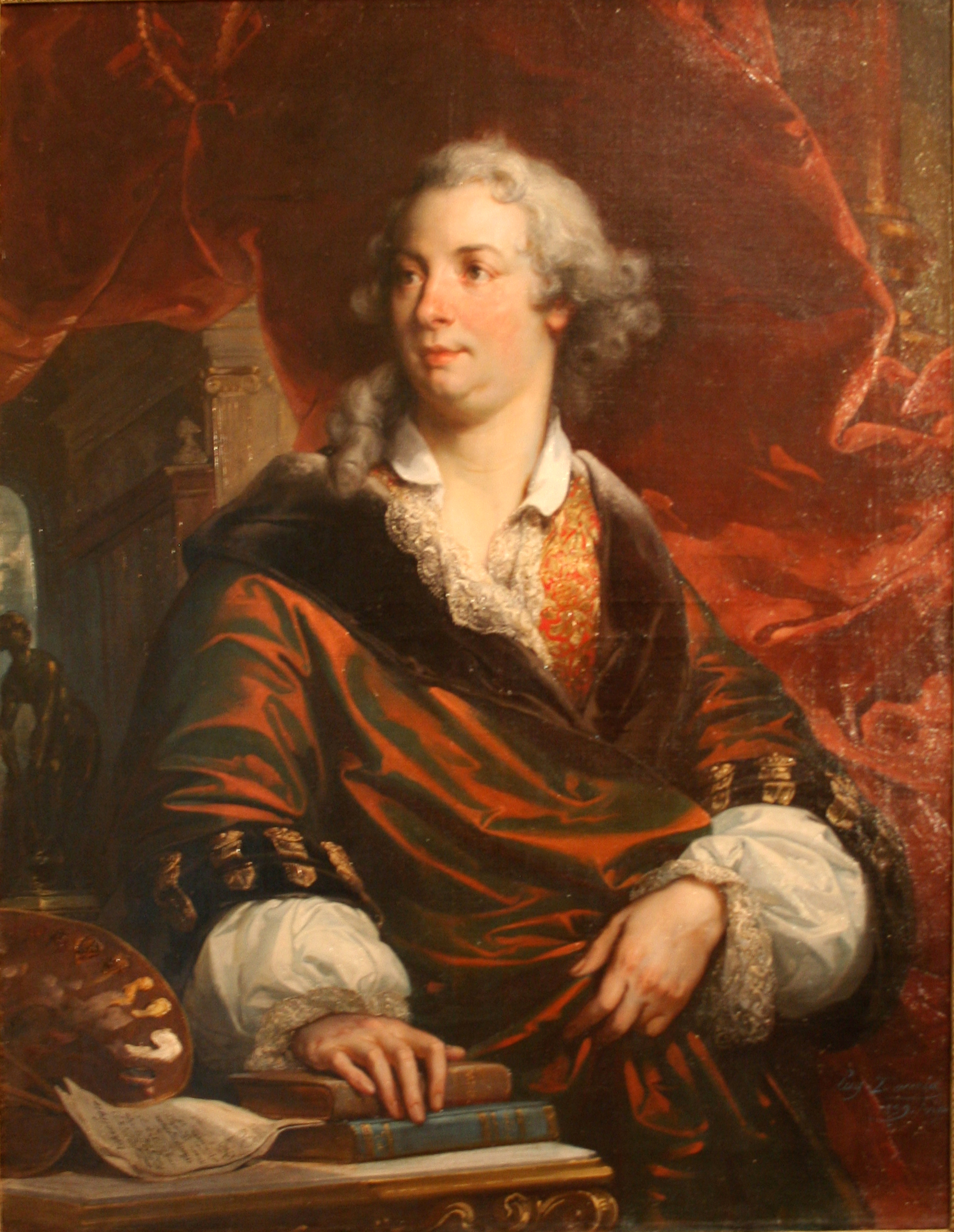
Eugène Devéria, Portrait de Calvet.
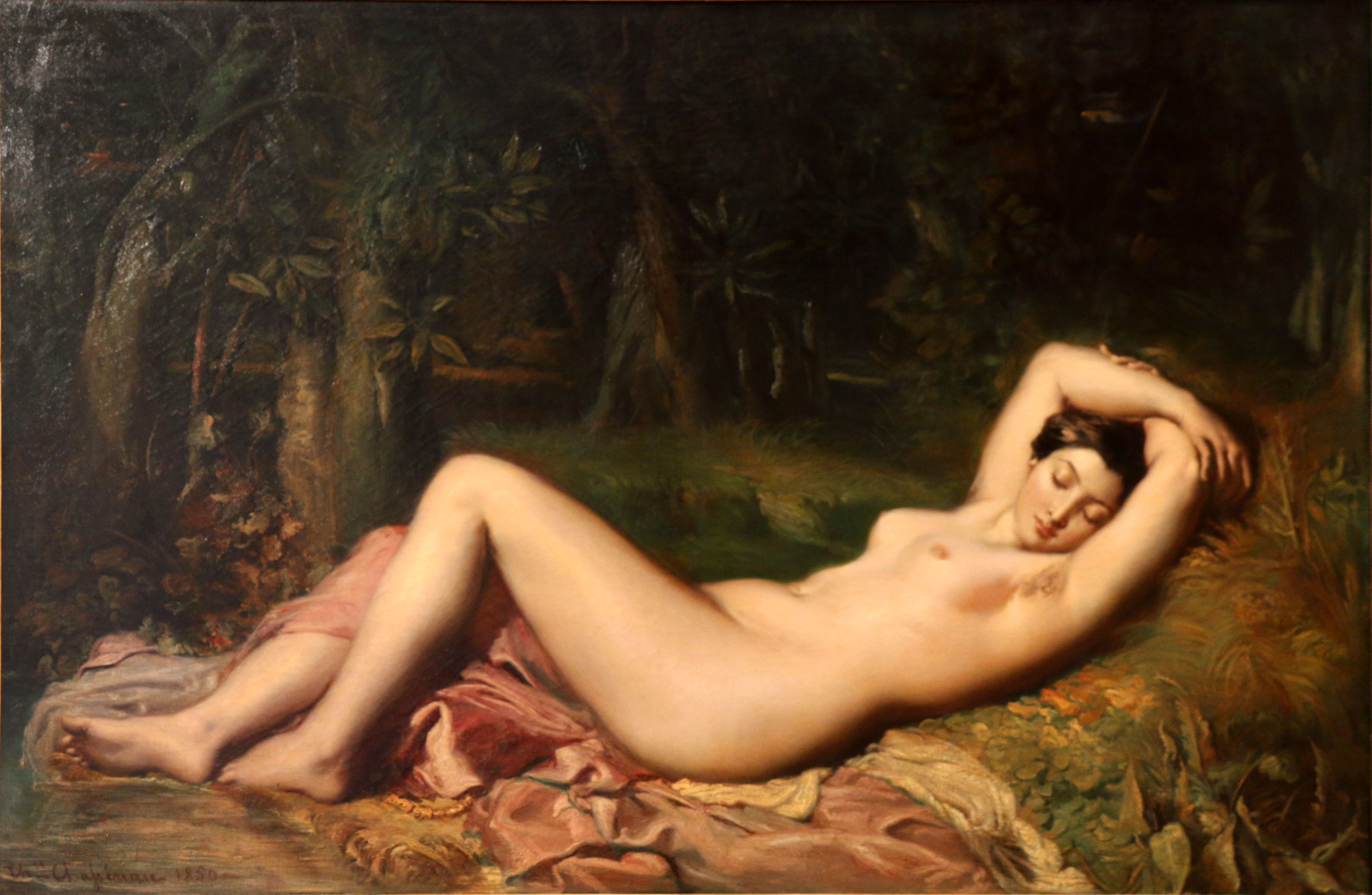
Théodore Chassériau, Baigneuse endormie près d'une source.
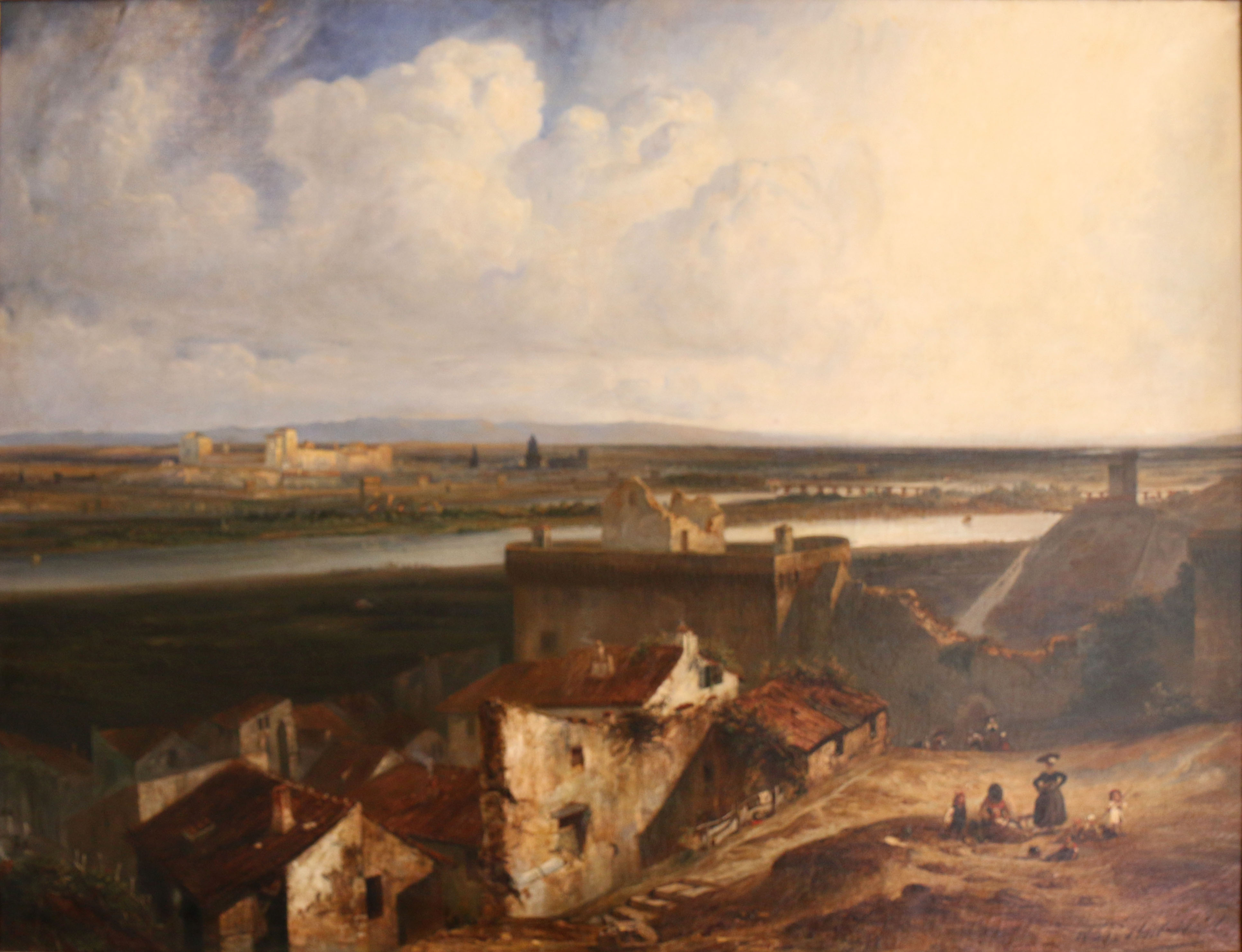
Paul Huet, Vue générale d'Avignon et de Villeneuve-lès-Avignon, prise de l'intérieur du fort Saint-André.
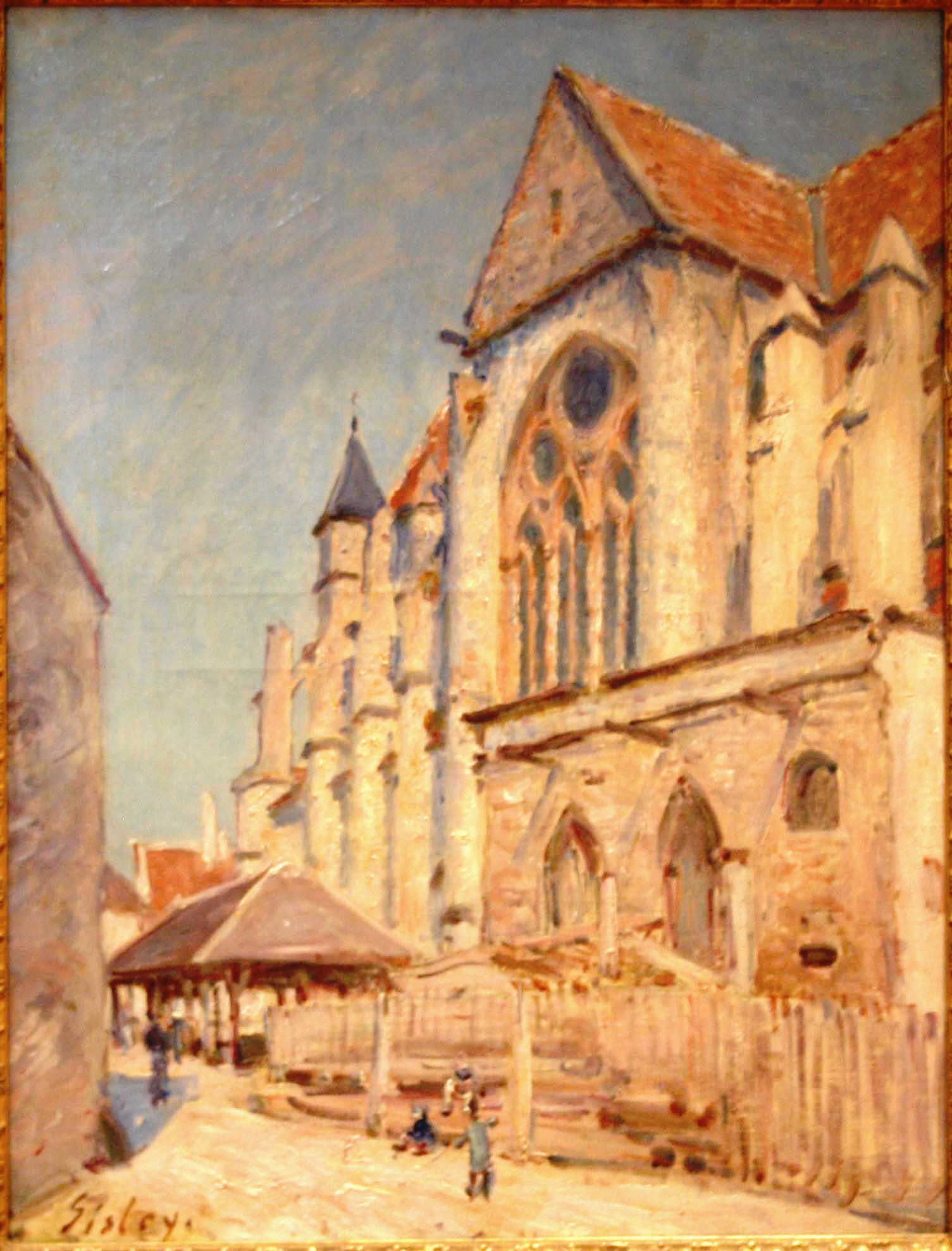
Alfred Sisley, L'Église de Moret.

##### Peinture française duXXesiècle
- Émile Bernard : Portrait de Paul Léautaud.
- Pierre Bonnard : Jour d'hiver.
- Chaïm Soutine : L'Idiot ; Déchéance ; Le Vieillard ; La Raie ; Vue d'un village, Céret en Roussillon
- Bernard Buffet : Sainte-Face.
- Auguste Chabaud : Grande baigneuse bleue ; Les Arènes.* Maurice Denis : La Maternité blanche.
- George Desvallières : Portrait de Madame Emile Desvallières.
- Albert Gleizes : Maternité; Bords de rivière.
- Alfred Lesbros : Rue à Villeneuve-lès-Avignon ; Footing.
- Louis Agricol Montagné : Portrait de Jules Belleudy à son bureau.
- René Seyssaud : Rivière en automne.
- Ibrahim Shahda : La Femme en noir.
- Michel Trinquier, Les Alpilles.
- Jules Valadon : Portrait de Joseph Rignault à vingt ans.
- Louis-Mathieu Verdilhan : Vue du Vieux-Port à Marseille.
- Maurice de Vlaminck : Sur le zinc.
- Joe Downing : Peinture.

Peintures françaises du XXe siècle
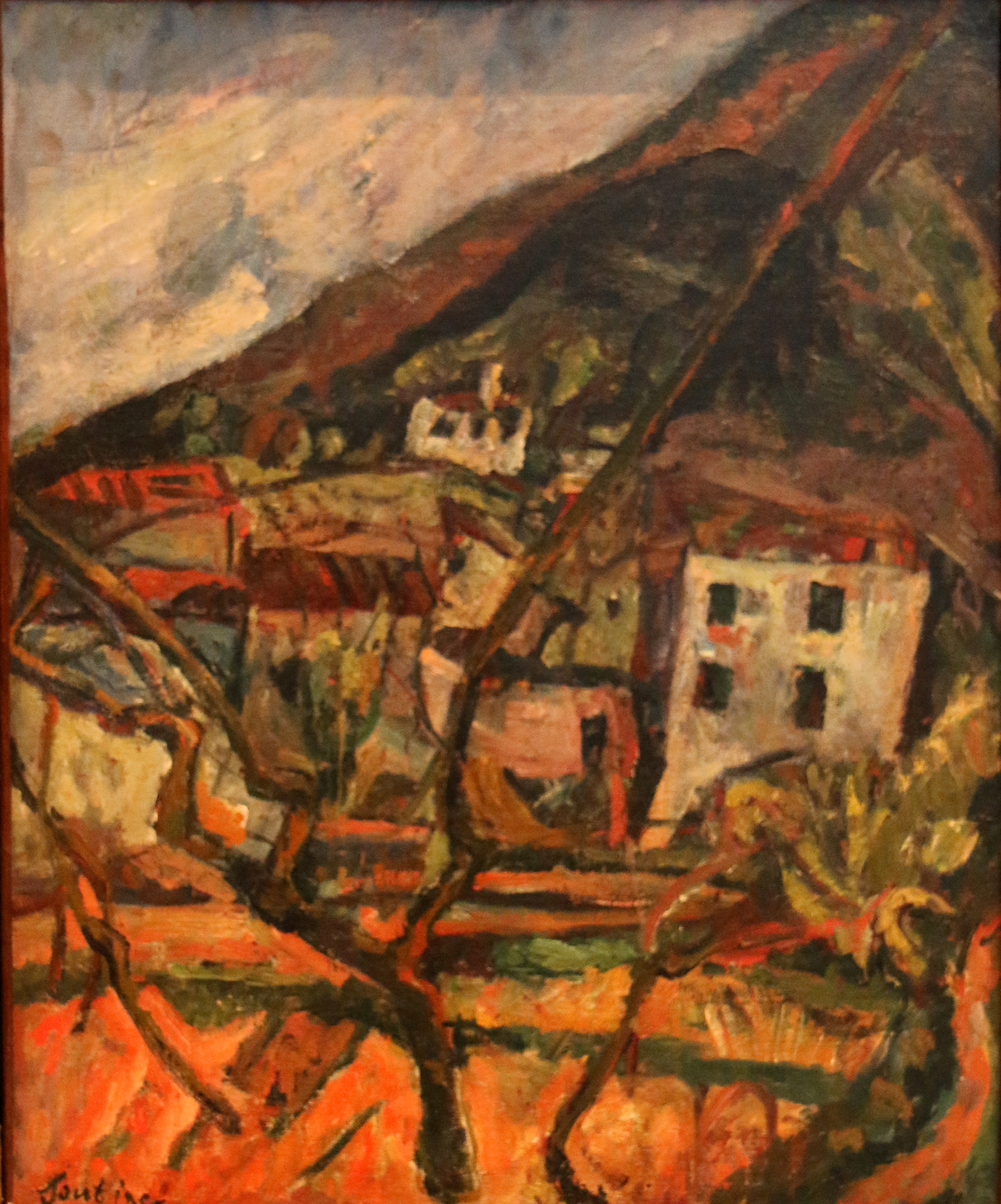
Chaïm Soutine, Vue d'un village, Céret en Roussillon.
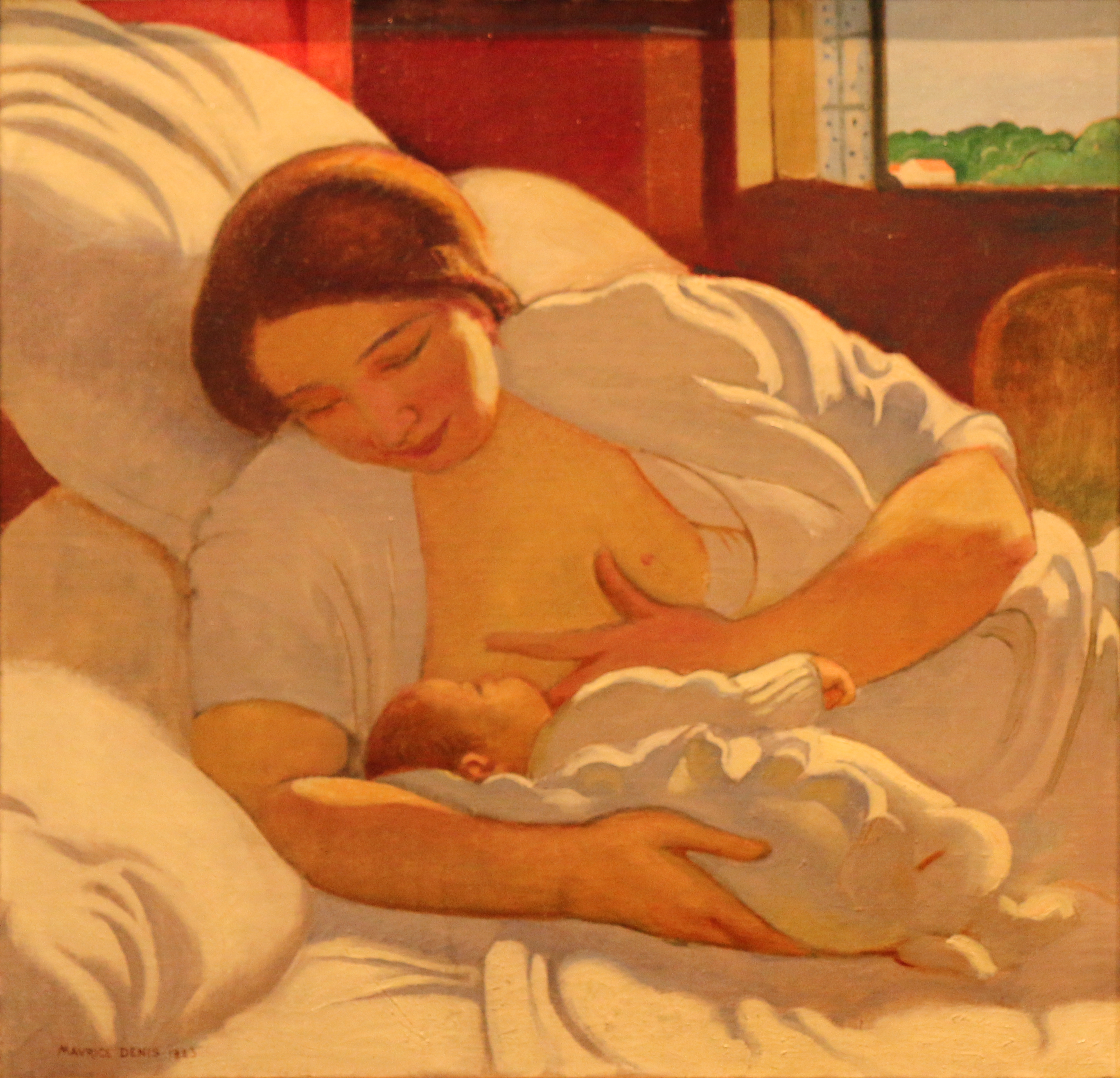
Maurice Denis, La Maternité blanche.
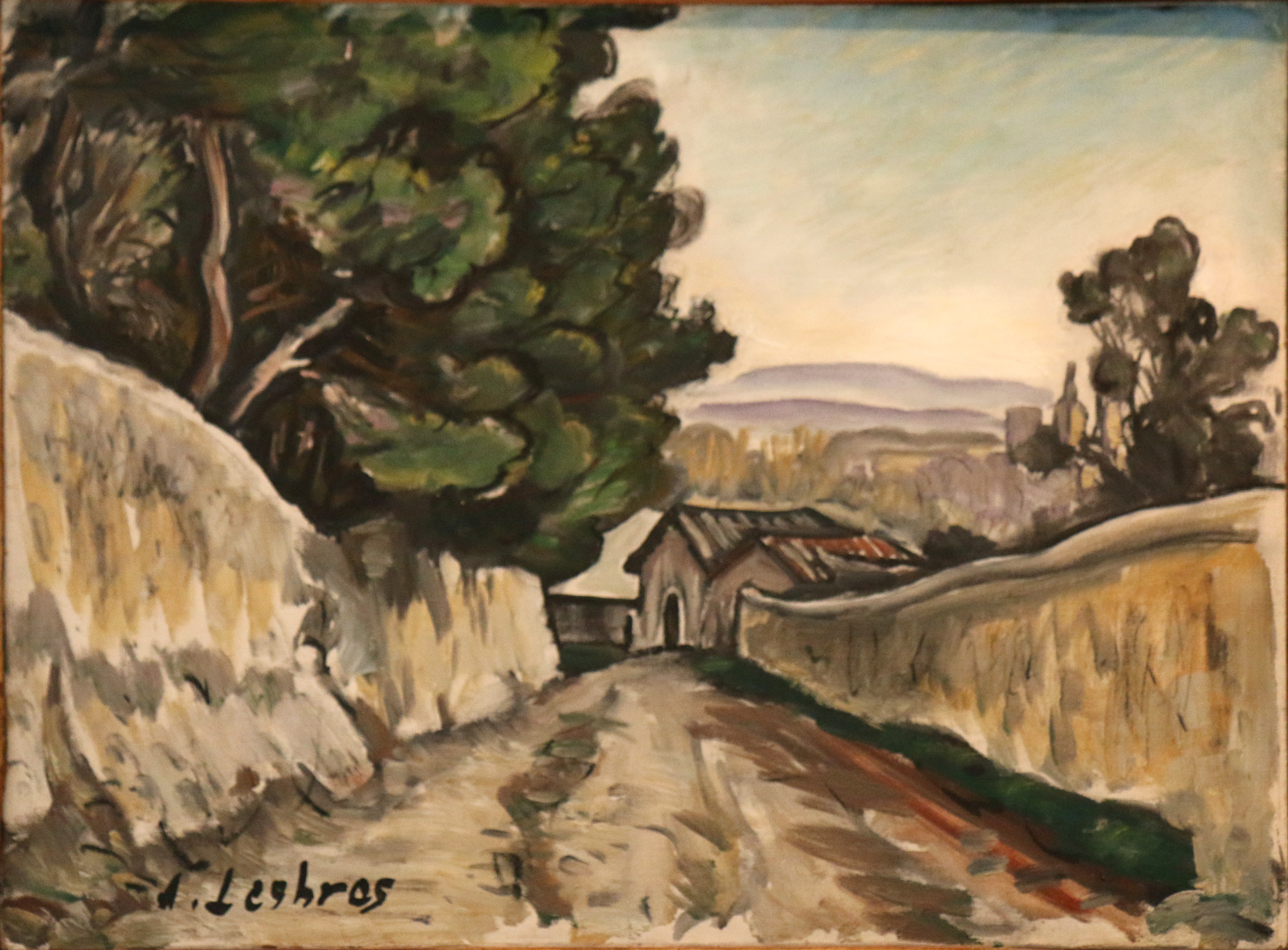
Alfred Lesbros, Rue à Villeneuve-lès-Avignon.
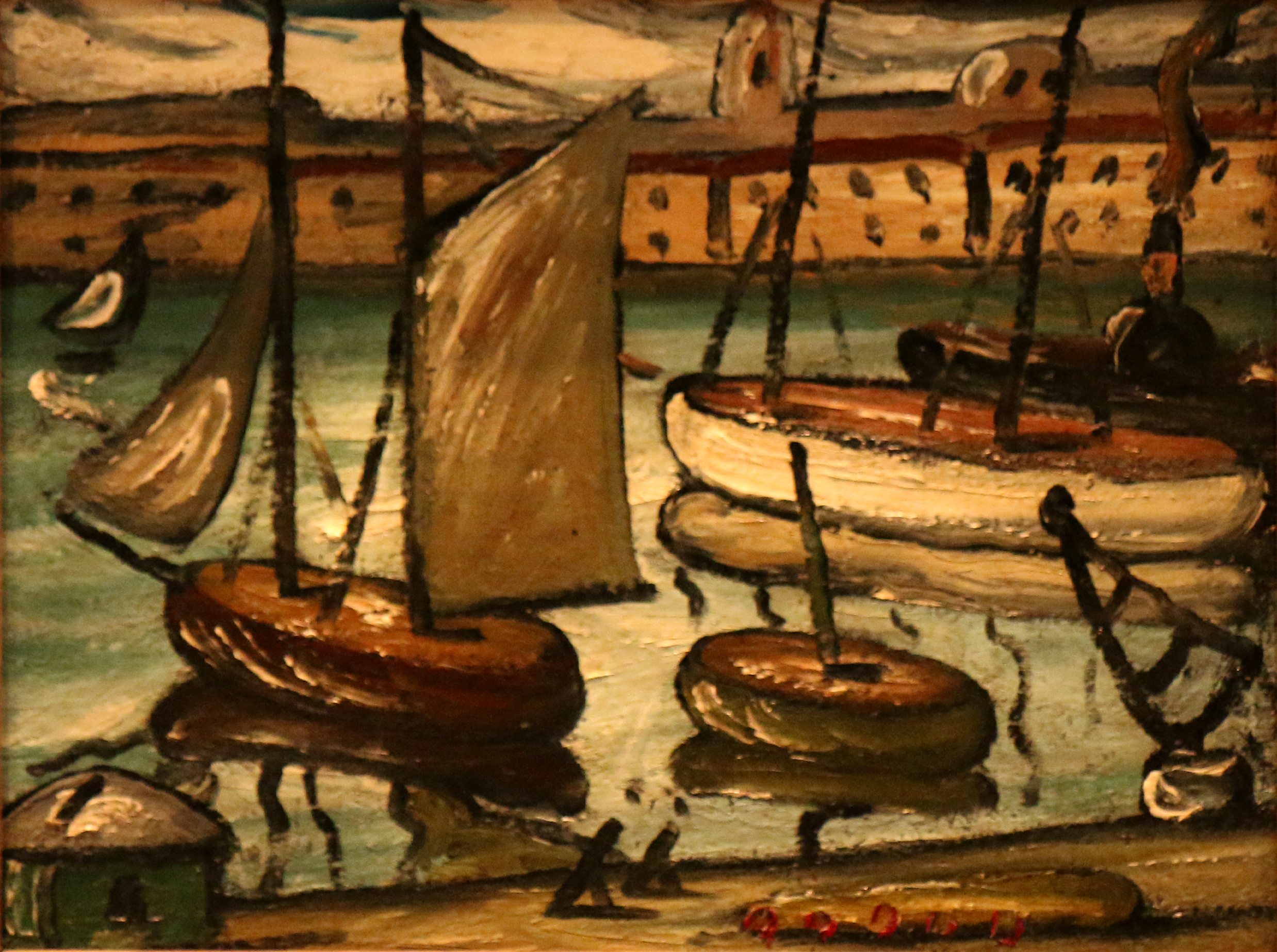
Louis-Mathieu Verdilhan, Vue du Vieux-port de Marseille.

#### Peinture italienne

##### Peinture italienne desXVIeetXVIIesiècles

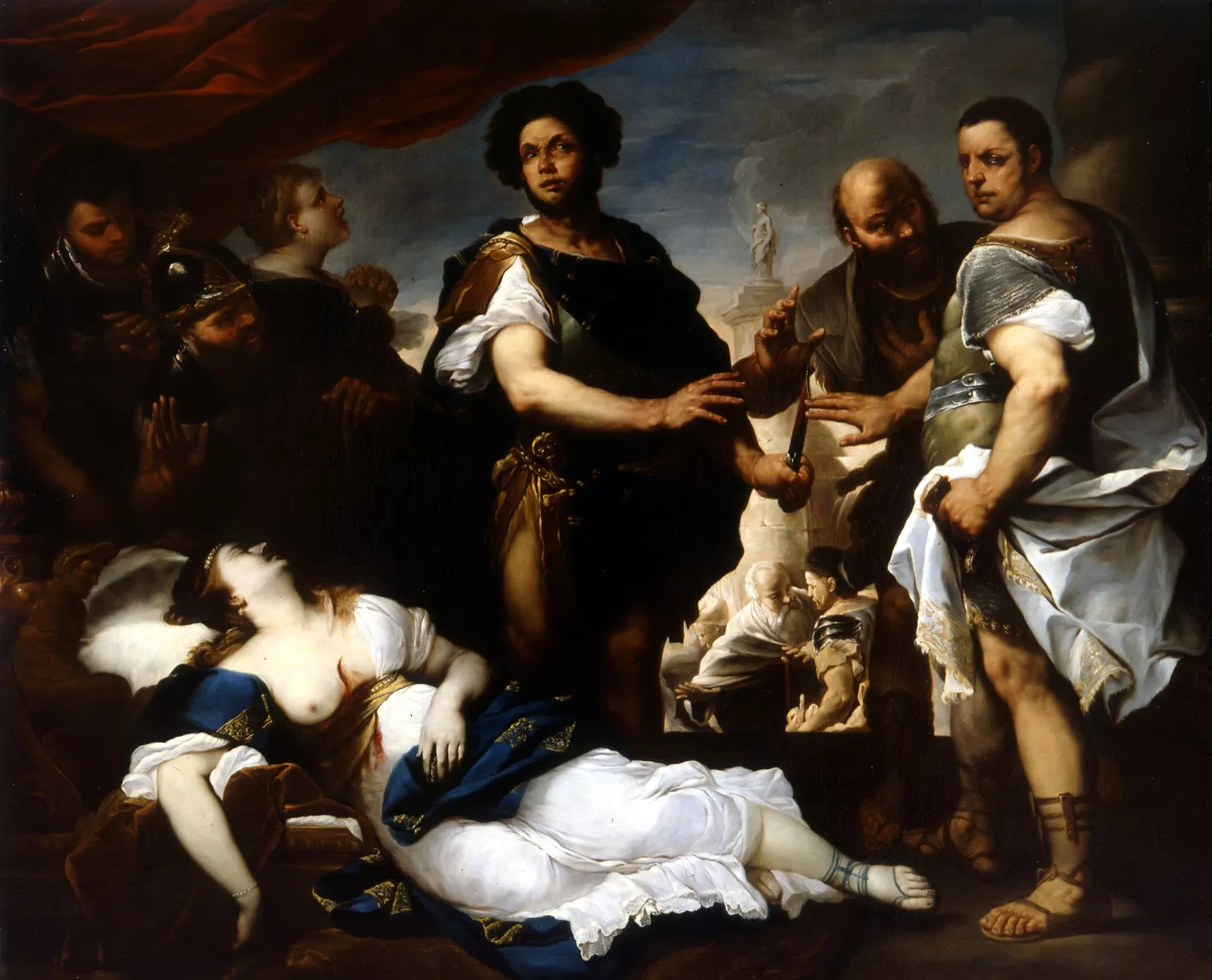
La Mort de Lucrèce par Luca Giordano.

- Filippo Abbiati : La Vierge apparaissant aux évêques lors du concile d'Éphèse, esquisse pour une grande toile ornant l'église santa Maria del Carmine à Milan.
- Paolo Biancucci (en) : La Vierge remettant le rosaire à saint Dominique, avec sainte Catherine de Sienne, saint Antoine de Padoue et saint François d'Assise adorant l'Enfant.
- Vincenzo Campi : Repas de paysans.
- Angelo Caroselli : Jeune Homme au crâne, vanité.
- Antoine Fort-Bras : Le Chevalet du peintre
- Luca Giordano : La Mort de Lucrèce.
- Rutilio Manetti ; Saint Jérôme soutenu par des anges.
- Giovanni Maria Morandi : Portrait du cardinal Marcello Durazzo.
- Pietro Negri : Néron et Agrippine.
- Salvator Rosa : Paysage aux deux personnages.
- Giorgio Vasari : La Rencontre d'Abraham et de Melchisédech.
- Pietro della Vecchia : Le Christ et la femme adultère.

##### Peinture italienne duXVIIIesiècle
- Faustino Bocchi : Nain jouant du violon.
- Domenico Brandi : Cerf poursuivi par des chiens.
- Ercole Graziani le Jeune : Saint Pierre délivré de sa prison par un ange.
- Giovanni Paolo Panini : Le Dévouement de Marcus Curtius , L'Aumône faite à Bélissaire.
- Francesco Zuccarelli : Paysage avec des paysans.

Peintures italiennes
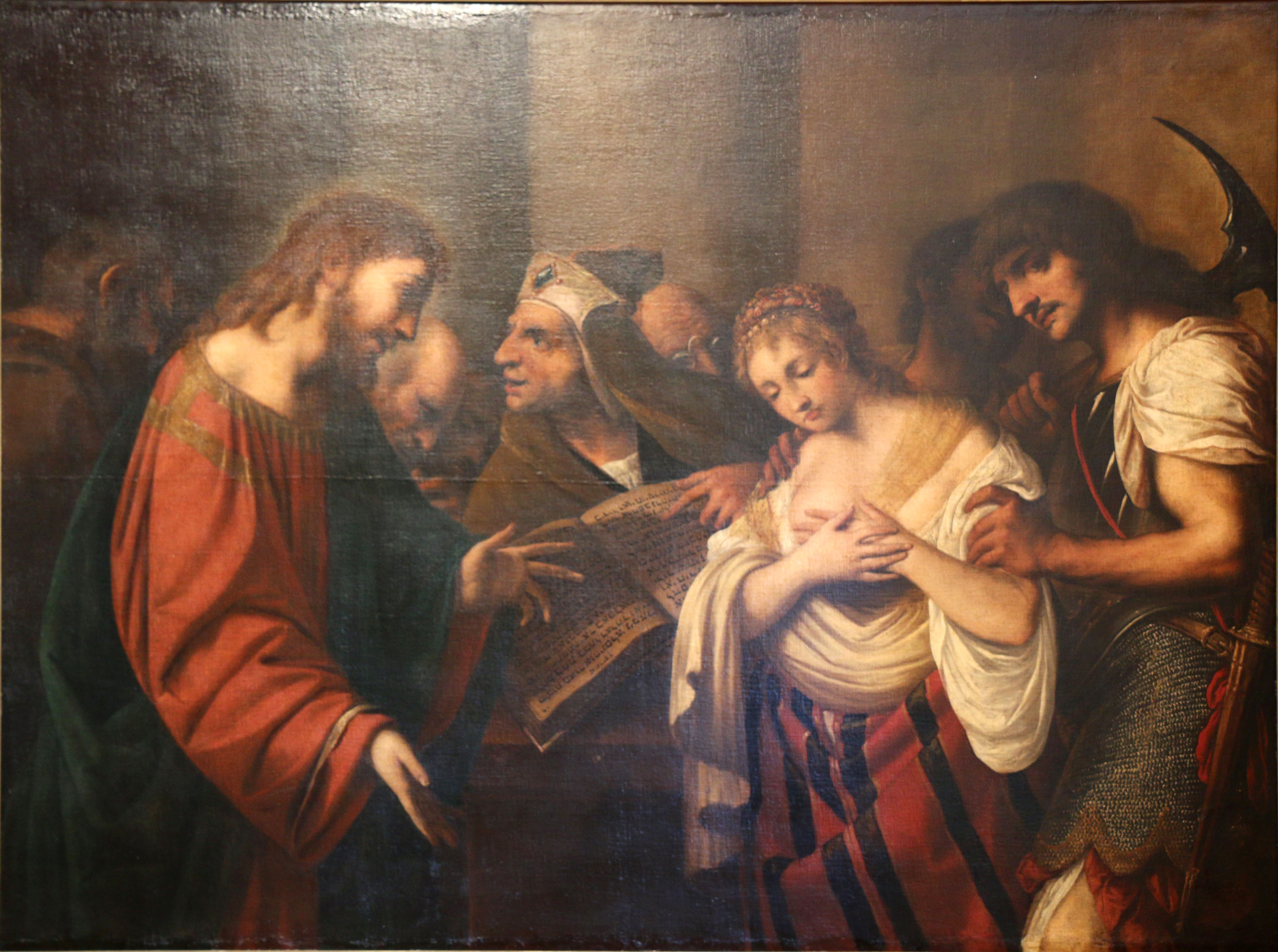
Pietro della Vecchia, Le Christ et la femme adultère.
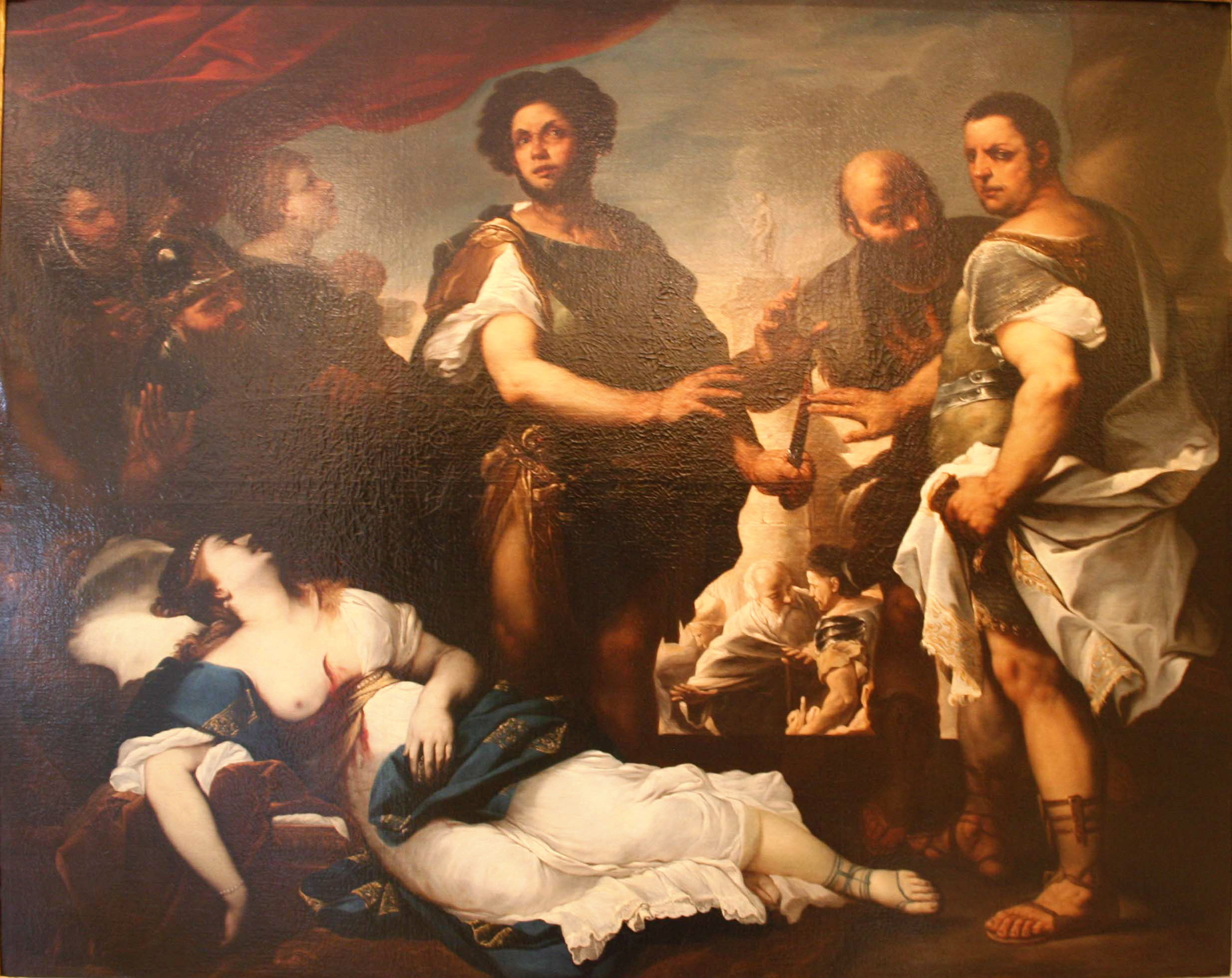
Luca Giordano, La mort de Lucrèce.
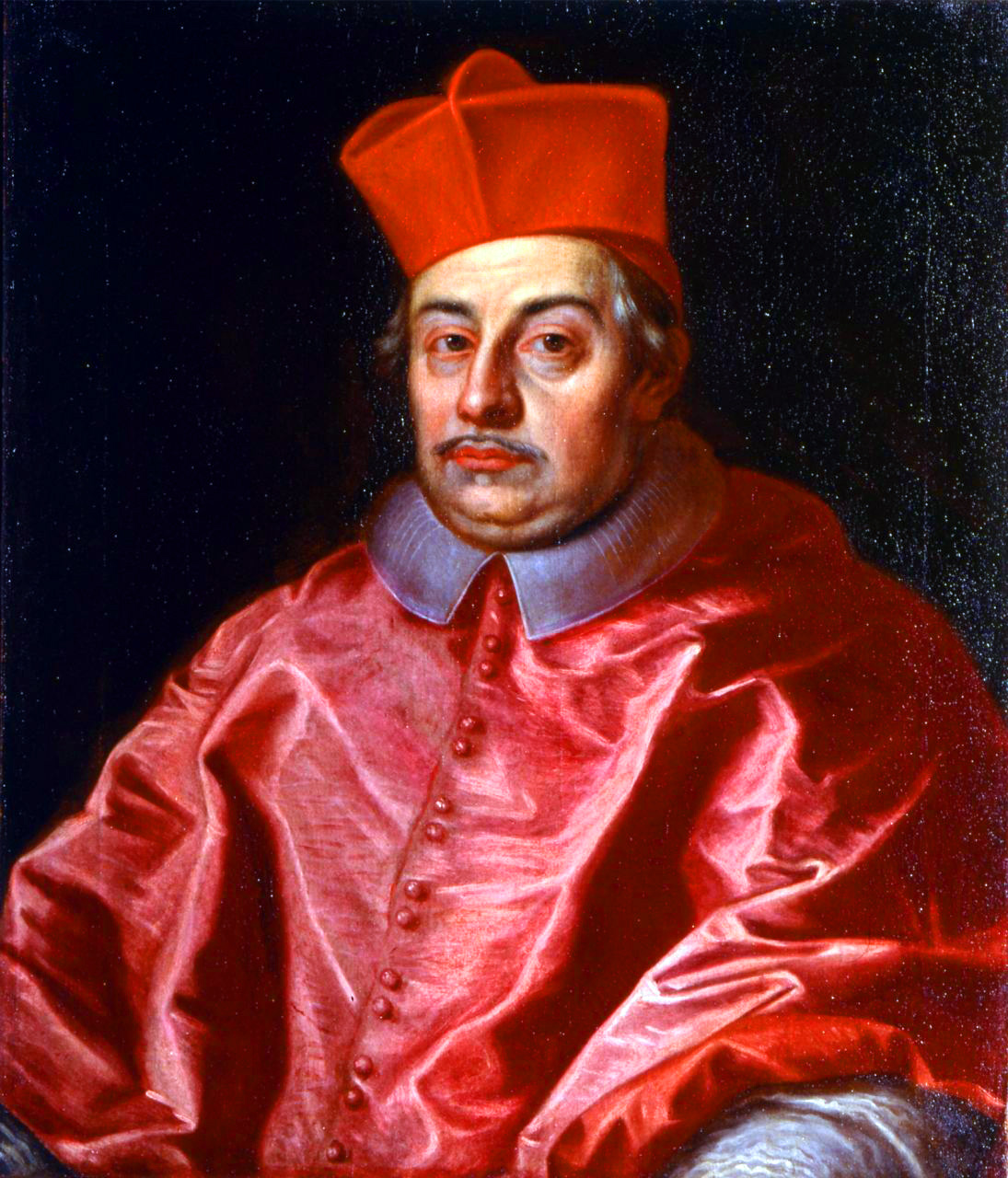
Giovanni Maria Morandi, Portrait du cardinal Marcello Durazzo.
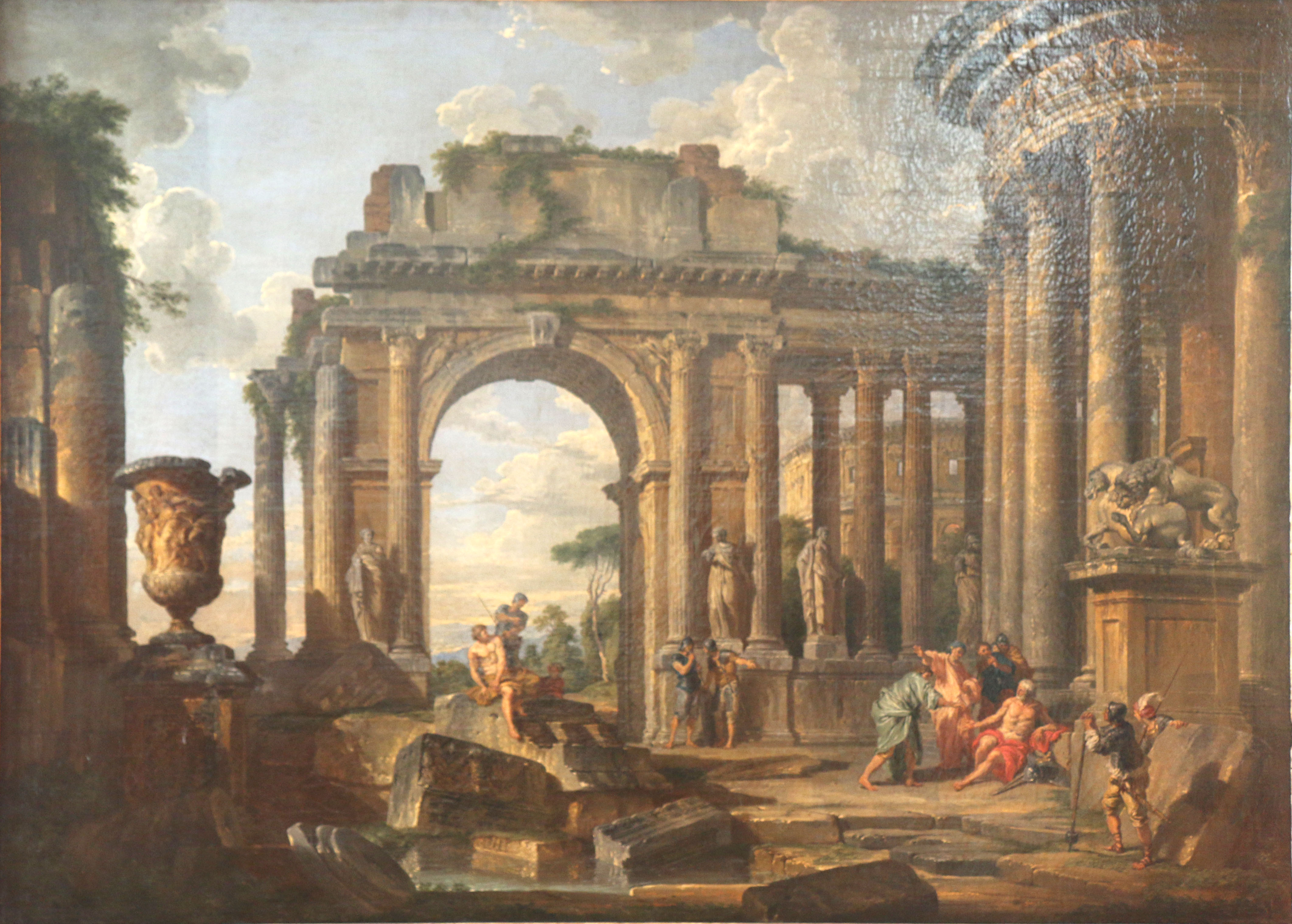
Giovanni Paolo Panini, L'Aumône faite à Bélissaire.

#### Peinture espagnole
- Luis de Morales : Ecce Homo.

#### Peinture nordique

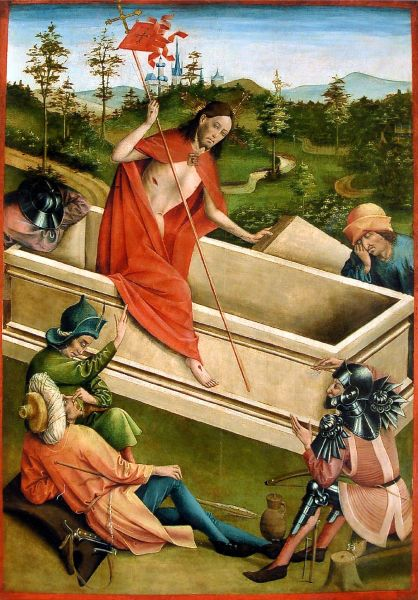
Johann Koerbecke, Résurrection du Christ (1457).

- Johann Koerbecke : Résurrection du Christ, 1457. Il s'agit d'un rare panneau peint provenant du retable démembré de l'abbaye de Marienfeld.
- Allemagne (XVe siècle) : Saints martyrs crucifiés ; Saints martyrs flagellés et couronnés d'épines.
- Jan Frans van Bloemen : Paysage aux baigneuses ; Paysage aux chevriers.
- Pieter Bout : Paysage fluvial animé.
- Salomon de Bray : Libération de saint Pierre.
- Josse van Craesbeeck : Le Fumeur et la mort.
- Albrecht Dürer (d'après) : Portement de croix.
- Cornelis Dusart : Fumeur à la pipe, assis.
- D'après Jan Brueghel l'Ancien : Le Cortège d'une noce paysanne.
- Pieter Brueghel le Jeune : La Kermesse villageoise avec un théâtre et une procession (entourage de) ; La Parabole des aveugles.
- Attribué à Jacob van Oost le Vieux : Portrait de jeune homme.
- Attribué à Lucas Franchoys le Jeune : Portrait d'un ecclésiastique.
- Pieter Hardimé : Bouquet de fleurs dans un vase posé sur un entablement en pierre.
- Gerard Hoet : Armide s’apprêtant à poursuivre Renaud.
- Abraham Hondius : Héron attaqué par des chiens.
- Gérard de Lairesse : Jaël et Sisera.
- Anthonie de Lorme (pour l'architecture) et Antonie Palamedesz (pour les figures) : Intérieur d'un temple protestant avec figures.
- Jan Miel : Bergers et troupeau dans un paysage montagneux.
- Jan Miense Molenaer : L'Opération du pied.
- Michiel van Musscher : La Leçon de luth interrompue.
- Eglon van der Neer : Portrait d'un homme en costume Louis XIV.
- Aernout van der Neer : Vue d’un village au clair de lune.
- Cornelis van Poelenburgh : Paysage avec Mercure endormant Argus au son de sa flûte.
- Christiaan van Pol (en) ; Étude d'une branche de lilas ; Étude d'une tige de rose panachée.
- Hendrik van Steenwijk II : Intérieur d'église avec personnages, huile sur cuivre.
- Domenicus van Tol (en) : Moine lisant, une plume à la main.
- Jan van de Venne : Deux têtes de fantaisie, vues de profil.
- Jan Peeter Verdussen (en) : Chez le maréchal-ferrant.
- Jan Weenix : Enfant et chien dans une fenêtre en trompe-l’œil.
- Matthijs Wulfraet (en) : Deux Fumeurs dans un cabaret.

Peintures nordiques
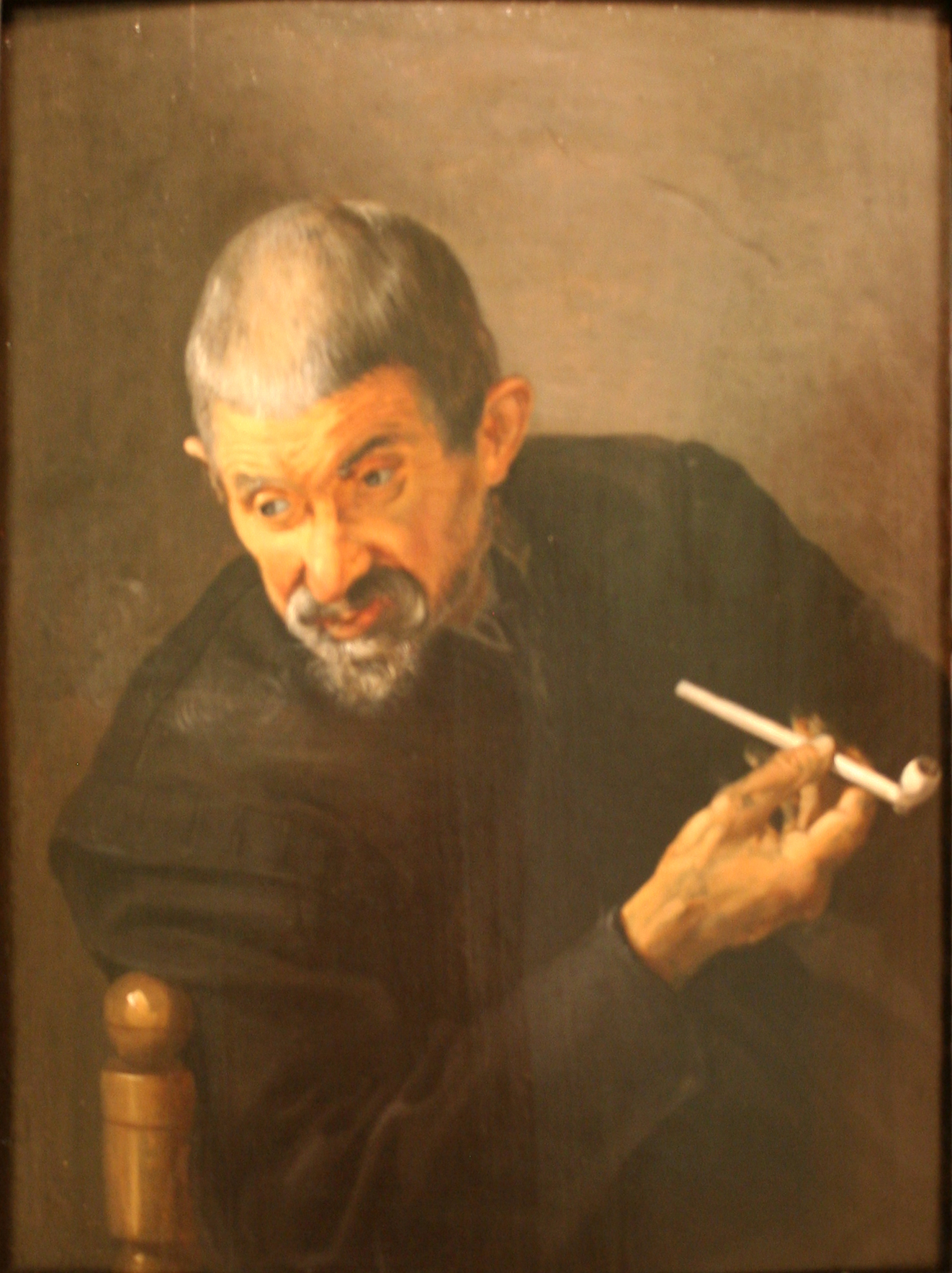
Cornelis Dusart, Fumeur à la pipe, assis.
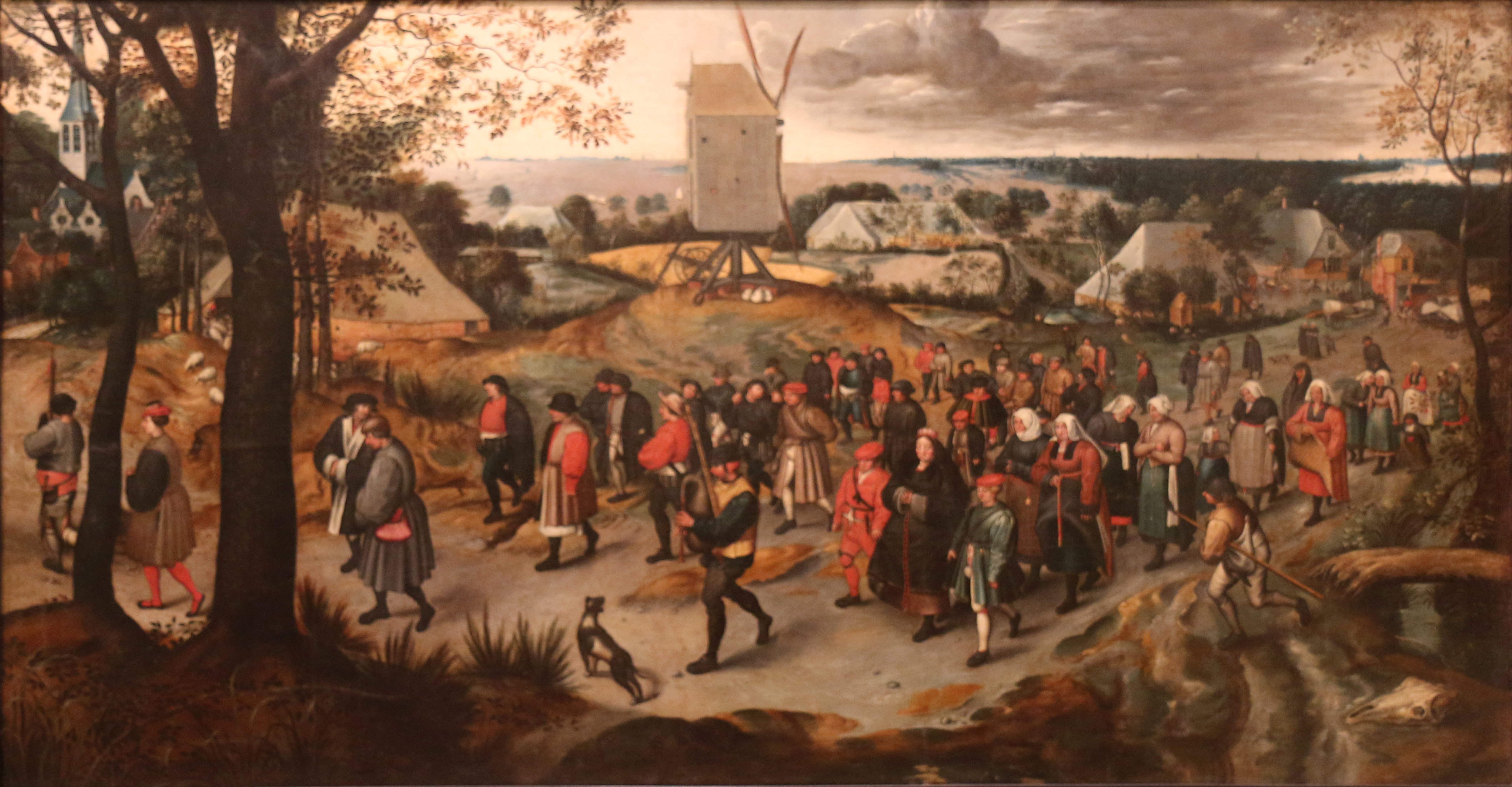
D'après Jan Brueghel l'Ancien, Le Cortège d'une noce paysanne.
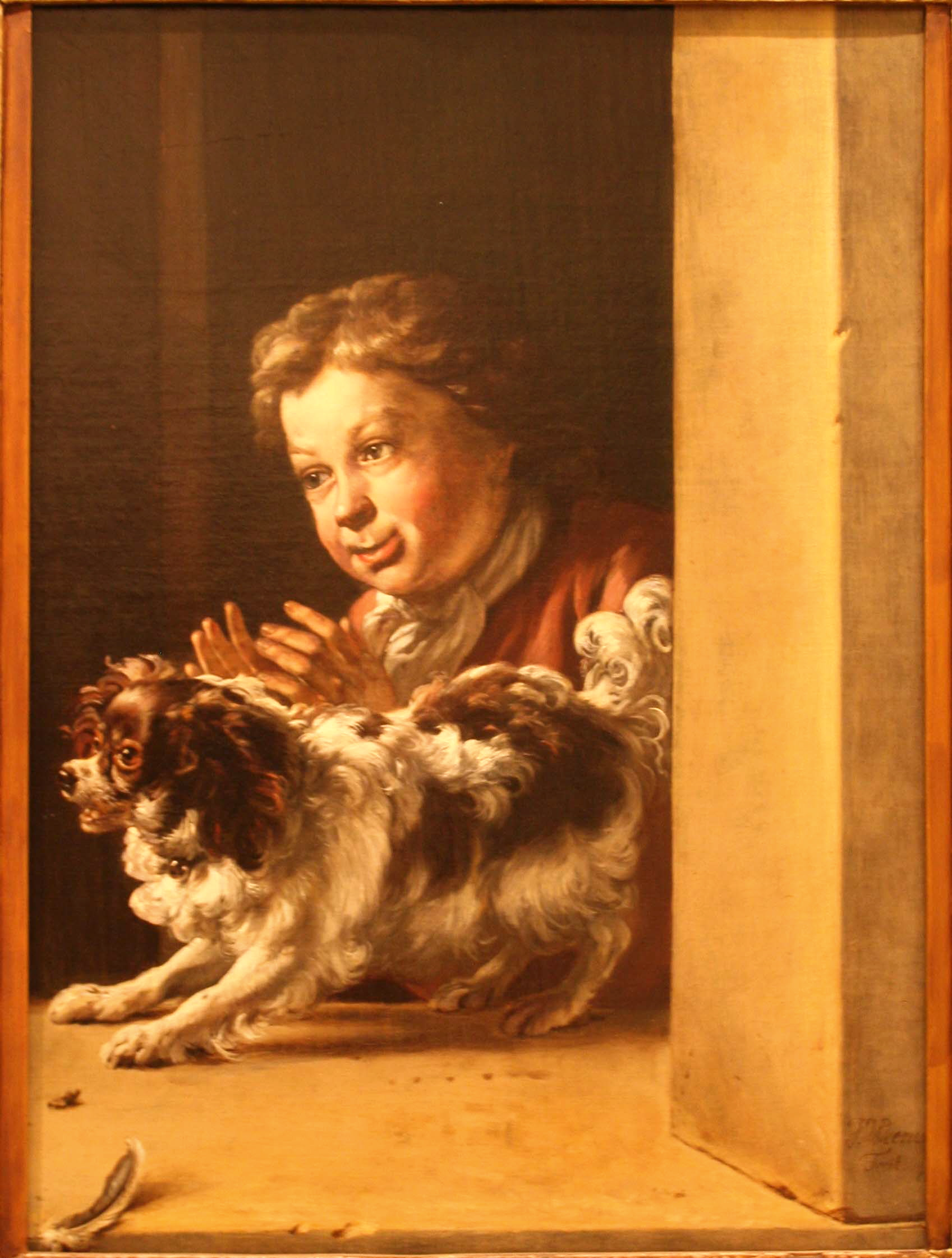
Jan Weenix, Enfant et chien dans une fenêtre en trompe-l’œil.
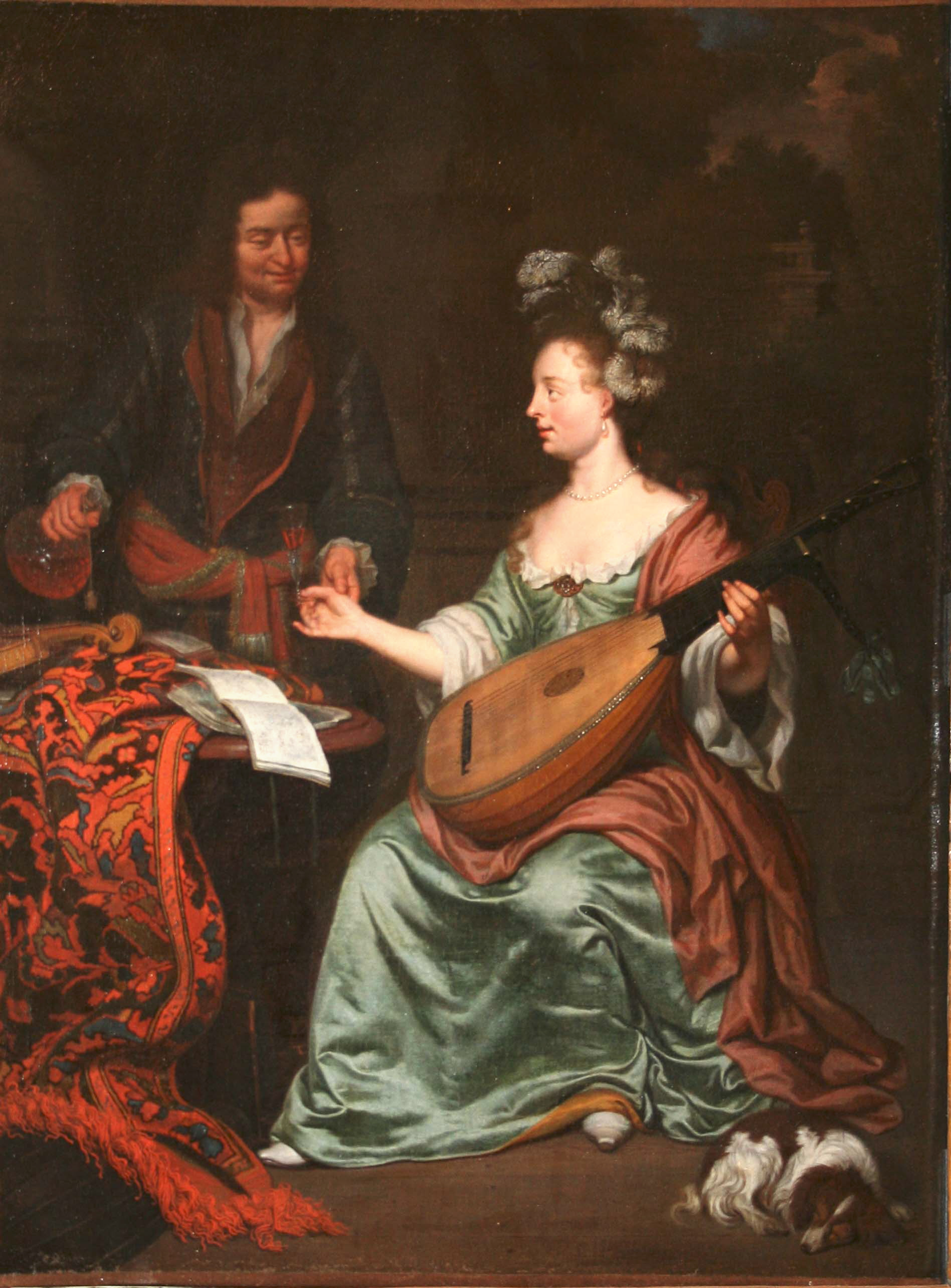
Michiel van Musscher, La leçon de luth interrompue.
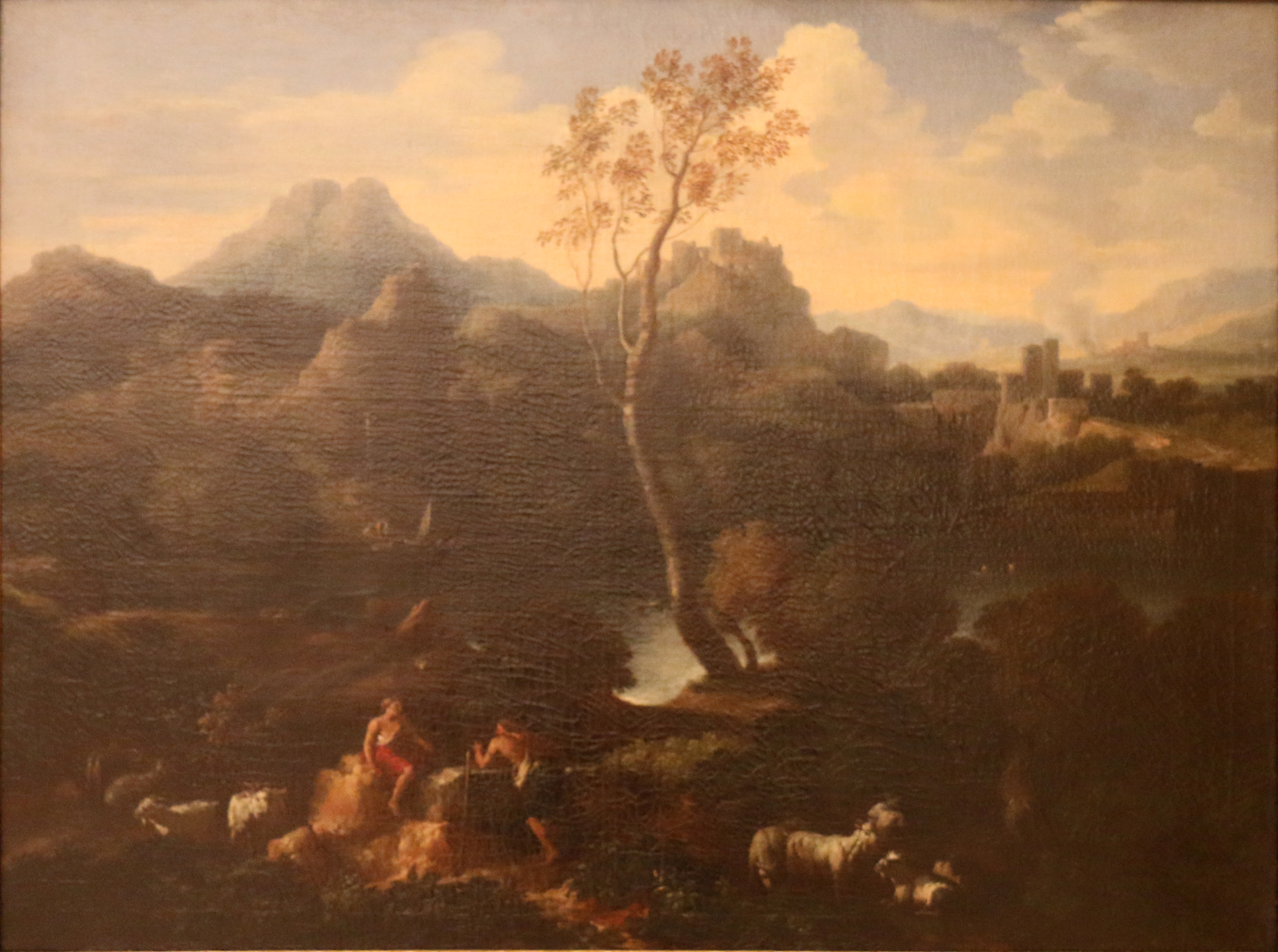
Jan Frans van Bloemen, Paysage aux chevriers.

### Sculpture

#### Sculpture française

##### Sculptures françaises duXVeauXVIIIesiècle

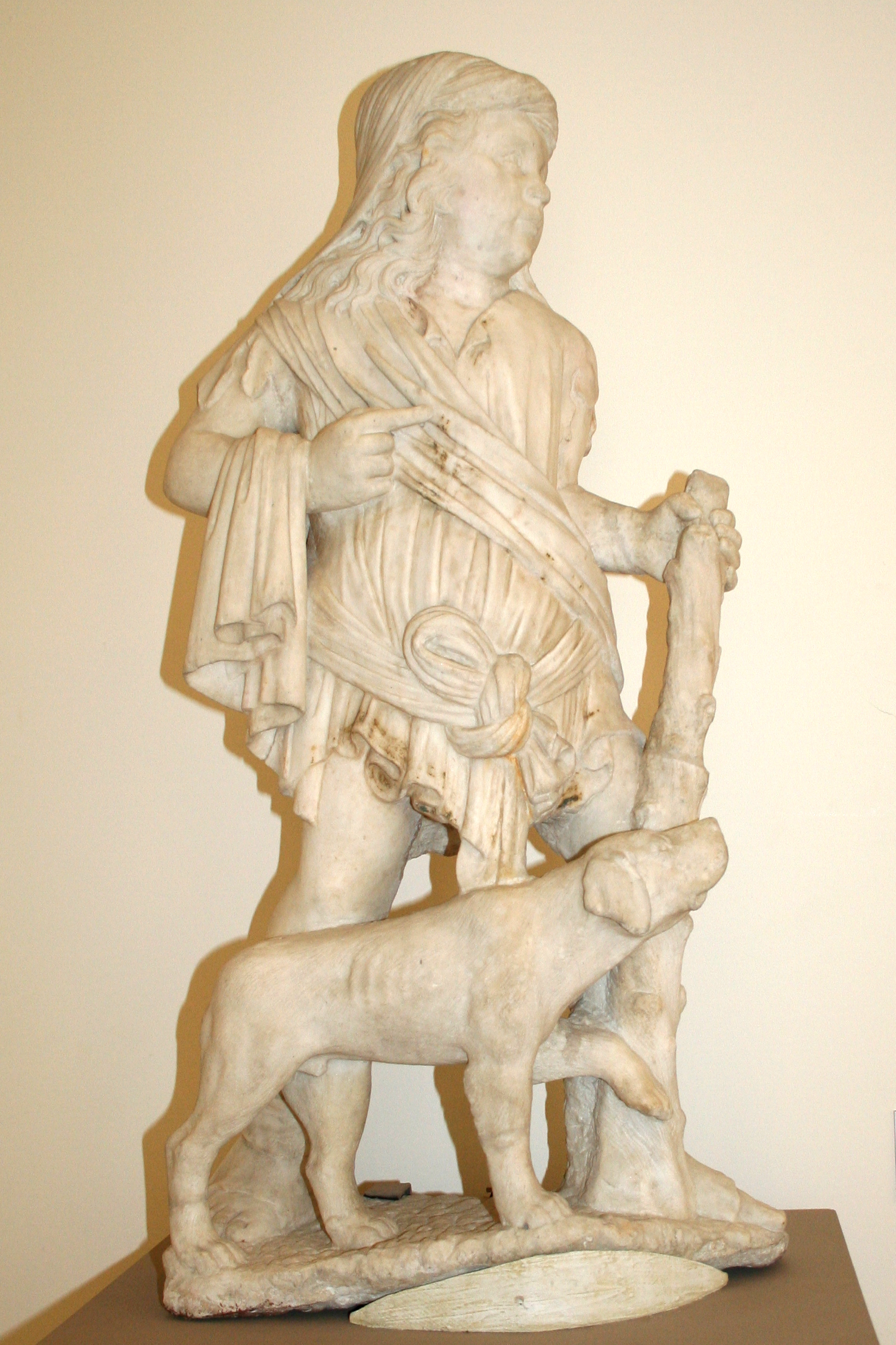
France, XVIe siècle, Enfant accompagné d'un chien, marbre.

- Vierge de pitié, statue en pierre avec des restes de polychromie.
- Enfant accompagné d'un chien, statue de marbre blanc avec traces de polychromie.
- Tombeau de La Palice : éléments du tombeau de Jacques II de Chabannes de La Palice, maréchal de France tué à la bataille de Pavie en 1525. Le tombeau qui se trouvait dans la chapelle du château de La Palice a été détruit à la Révolution. La partie de ce tombeau en albâtre qui a été conservé représente trois des quatre vertus cardinales : la Prudence, la Justice et la Force. La quatrième vertu, la Tempérance, est perdue.
- Jean-Baptiste Guillermin : Christ en croix avec tête de mort, crucifix en ivoire d'éléphant, provient de la chapelle des pénitents noirs d'Avignon.

##### Sculptures françaises duXIXesiècle
- Francisque Duret : Oreste, buste en marbre de carrare.
- Victor-Étienne Simyan : L'Art étrusque, marbre avec reste de dorure.
- Camille Claudel : Paul Claudel en jeune romain, bronze.
- François Consonove : Pétrarque et Laure
- Noël Ruffier : Joseph Bara et Augustin-Agricol Viala, deux répliques en marbre des bustes du prytanée de La Flèche.
- Joseph Brian : La Mort de Caton d'Utique, plâtre.
- Louis Veray : La Moissonneuse endormie, marbre.
- James Pradier : Cassandre réfugiée au pied de l'autel, marbre.
- Jean-Joseph Espercieux : Femme grecque se disposant à entrer dans le bain, marbre.
- Jules Cavelier : Le Néophyte, marbre.
- Jean-Louis Brian : Mercure, statue en plâtre ; Faune, statue en marbre.
- Joseph Bonnefille: Deux enfants en buste s'embrassant, 1866.

Sculptures françaises du XIXe siècle
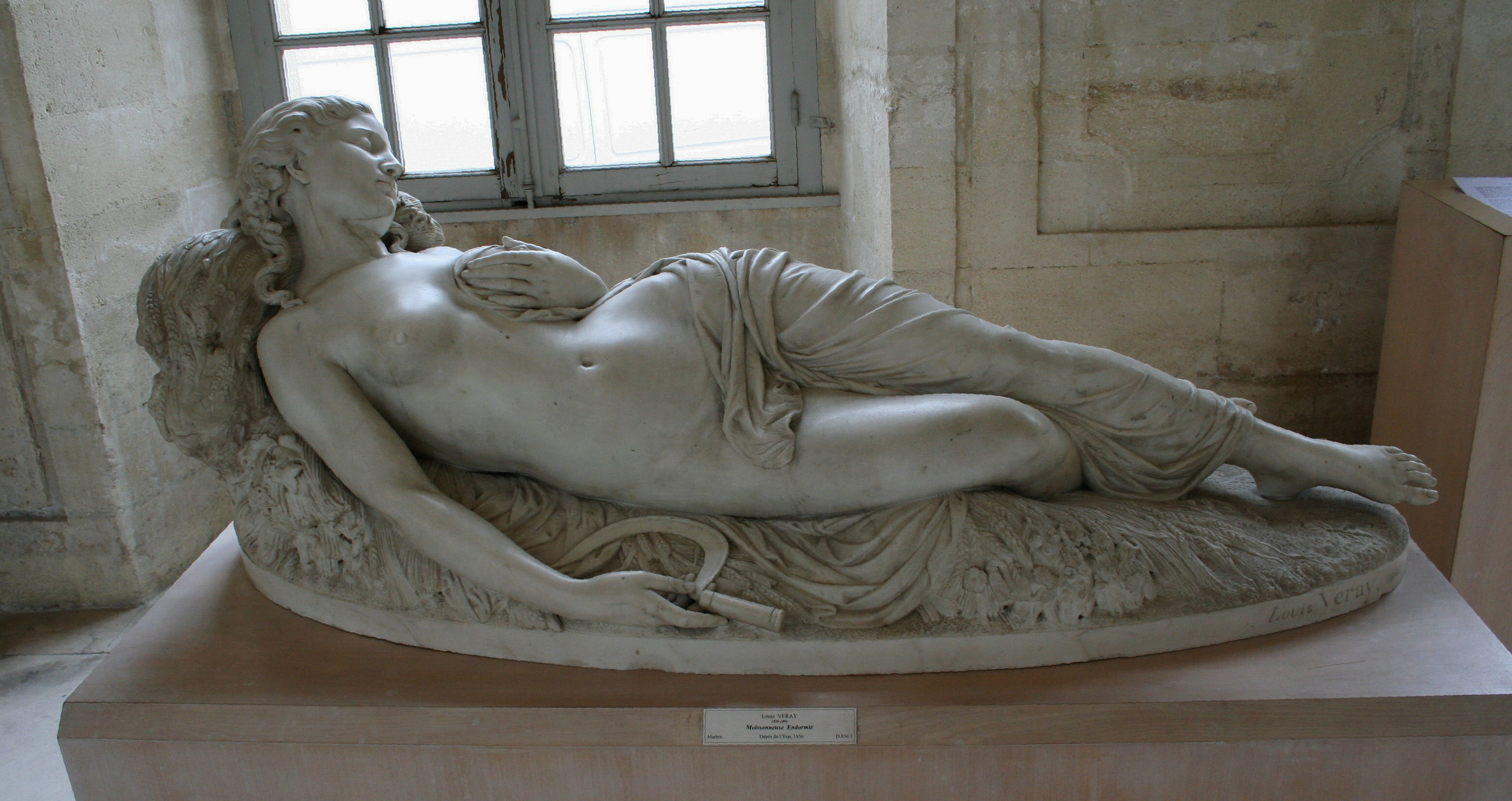
Louis Veray, La Moissonneuse endormie.
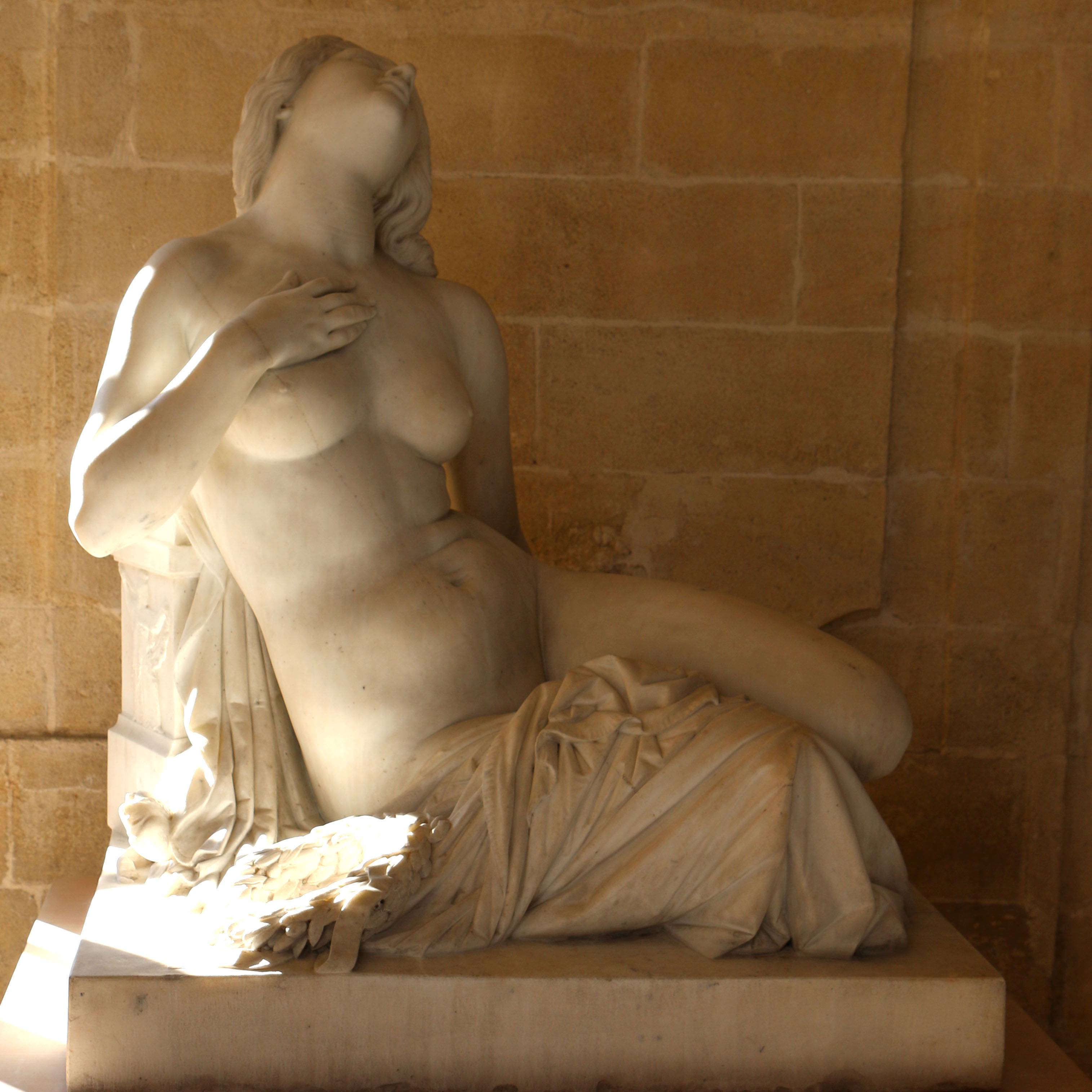
James Pradier, Cassandre réfugiée au pied de l'autel.
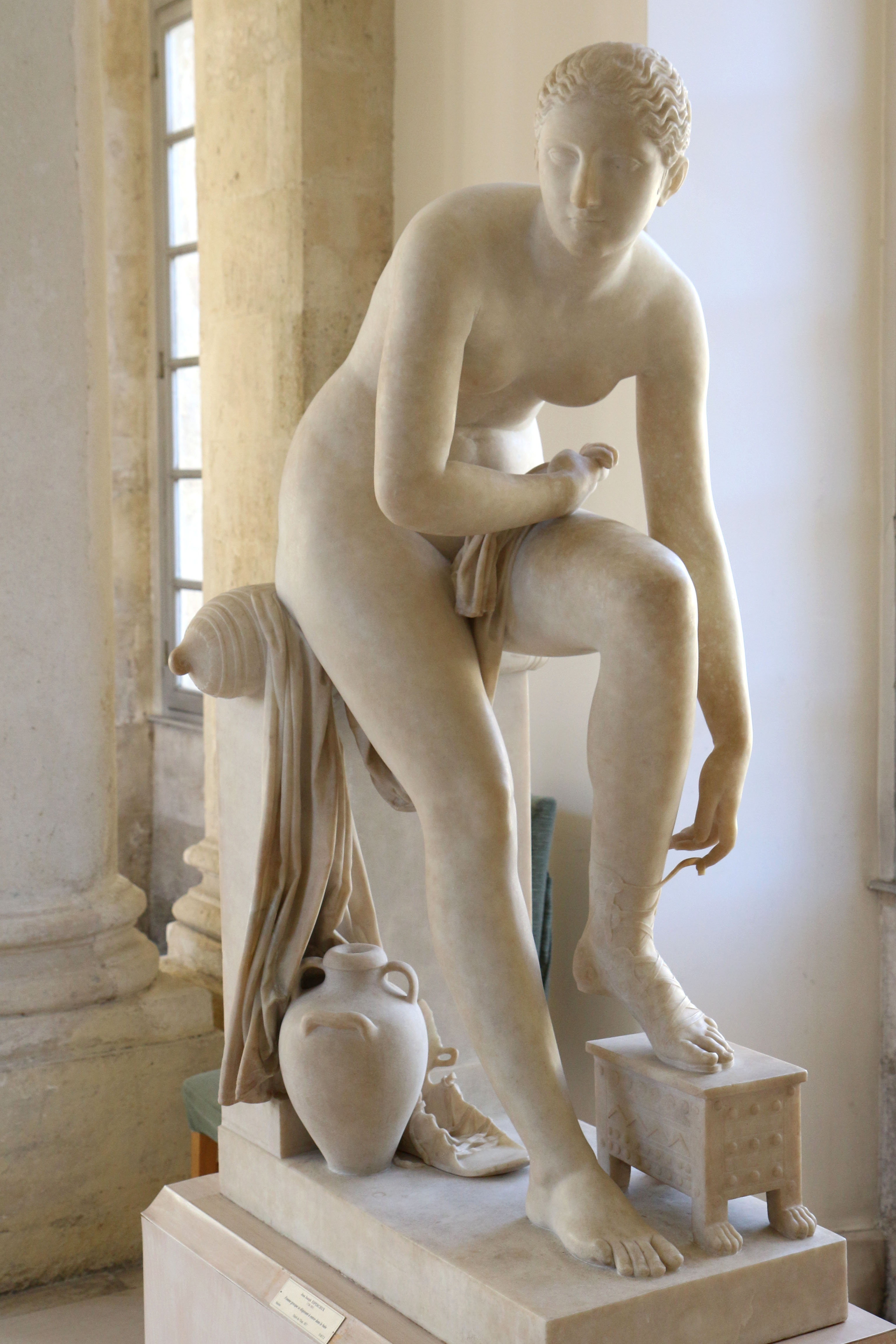
Jean-Joseph Espercieux, Femme grecque se disposant à entrer dans le bain.
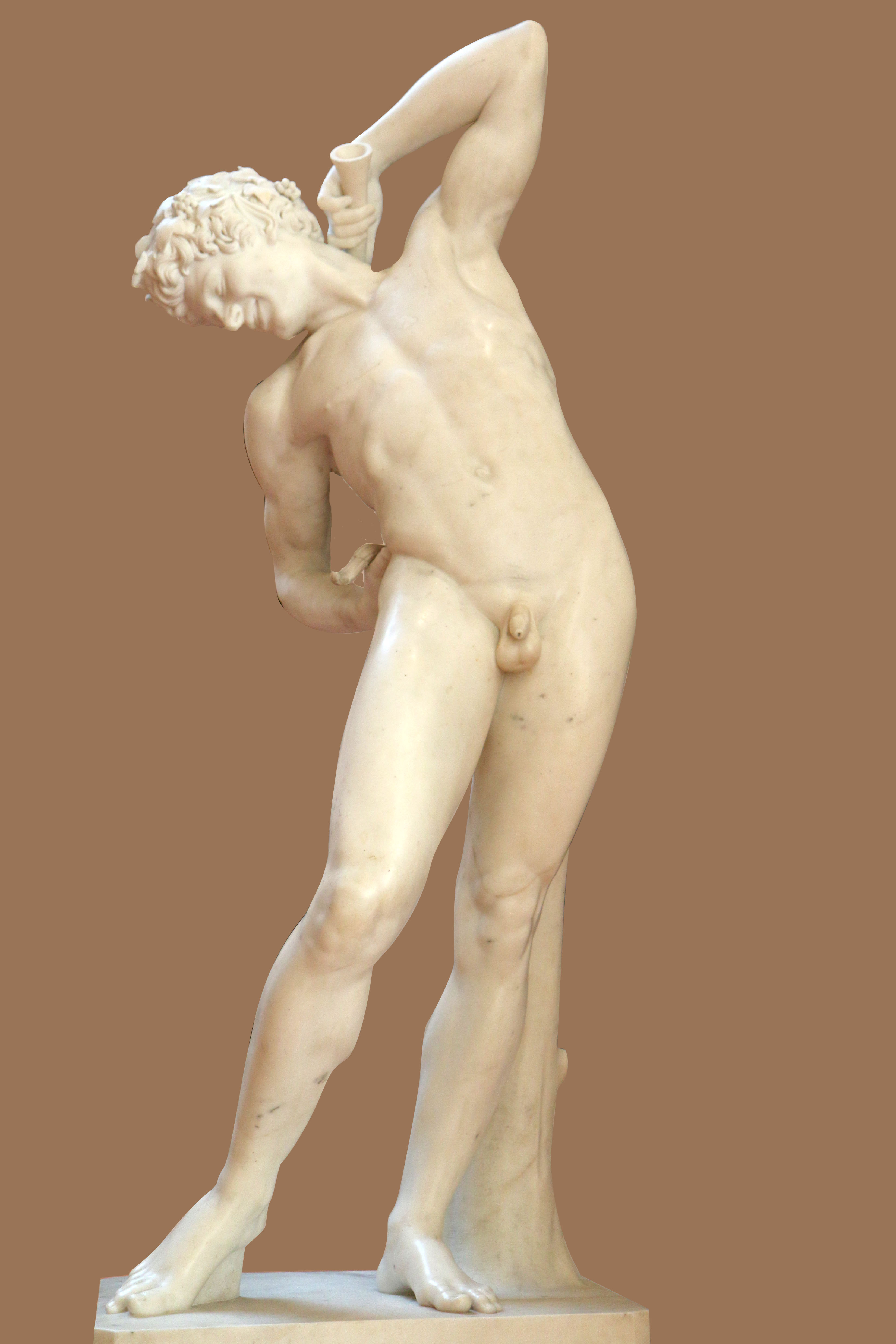
Jean-Louis Brian, Faune (1841).
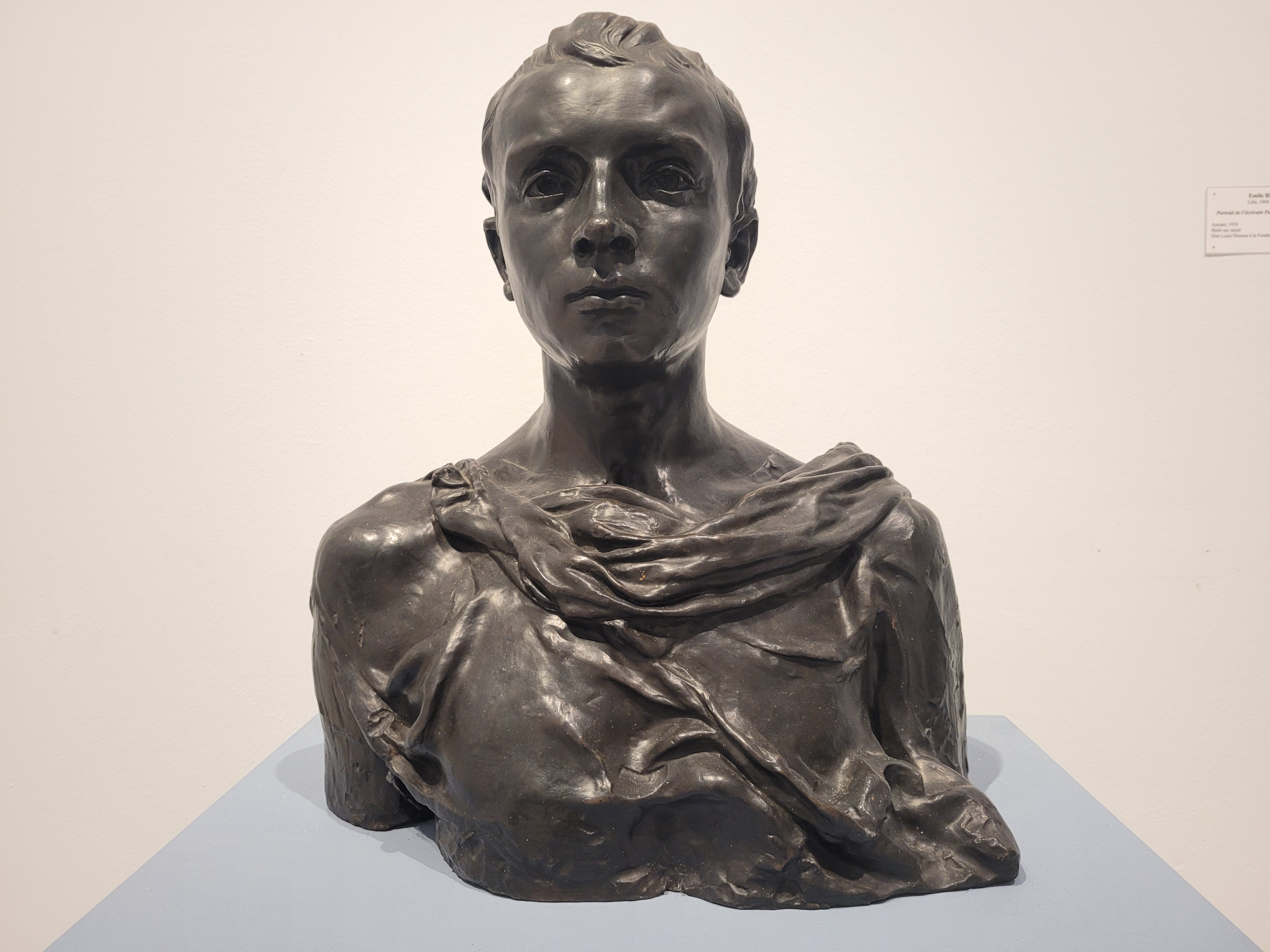
Camille Claudel, Paul Claudel en jeune romain.

#### Sculpture des écoles du Nord

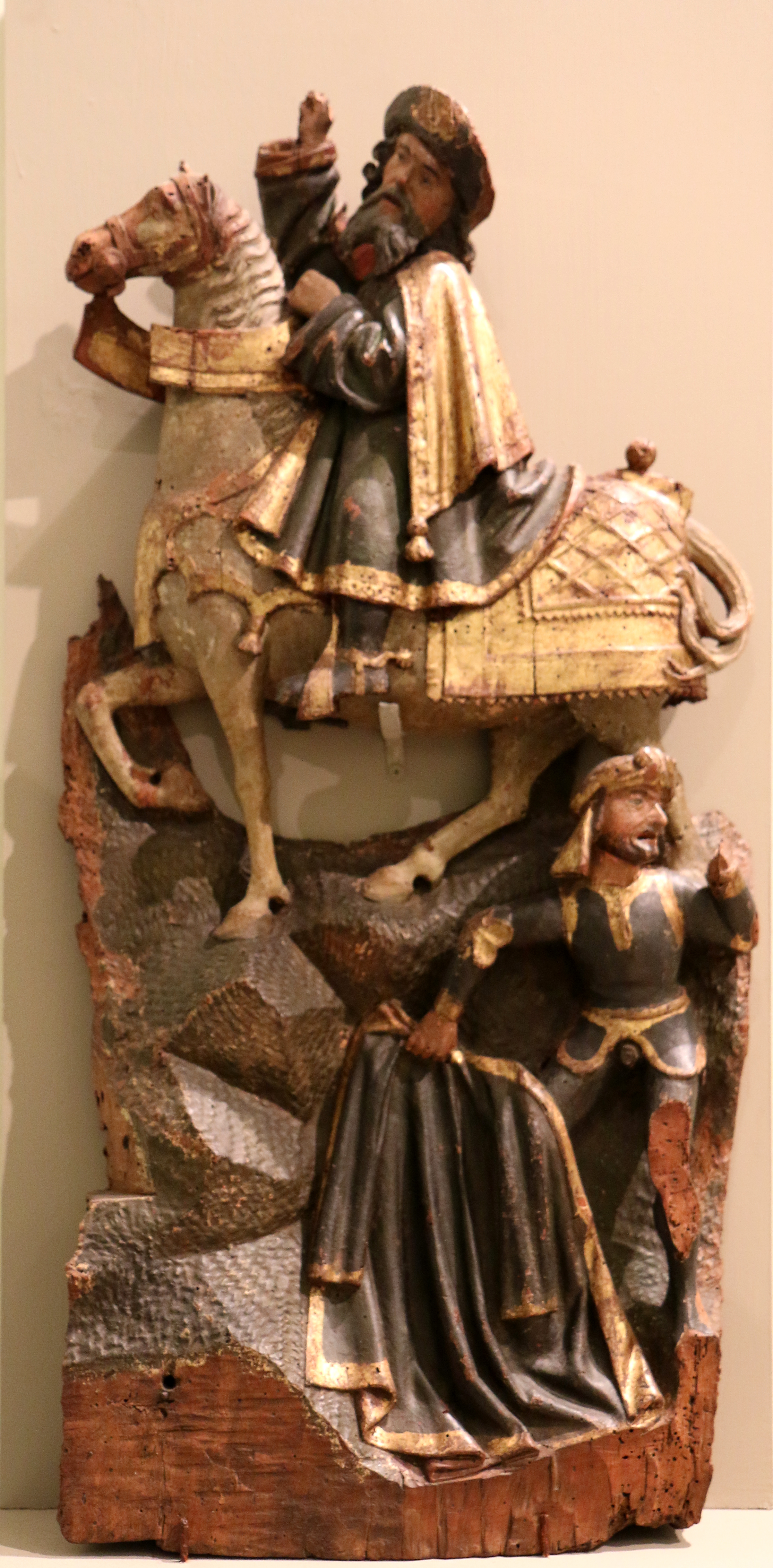
École du Nord, début du XVIe siècle, Officier et soldat romain.

- Anonyme, Officier et soldat romain, début du XVIe siècle, haut-relief en bois de noyer polychrome et doré, élément provenant probablement d'un retable consacré à la crucifixion.
- Anonyme, Saint Michel terrassant le dragon, bois de tilleul polychrome et doré.

#### Sculpture italienne
- Francesco Laurana, Buste d'enfant, marbre avec traces de polychromie et dorure.
- Pietro Torrigiano : Tête de Jésus-Christ en sauveur du monde, bronze.
- Anonyme, Cheval qui va l'amble, bronze à patine brune.

### Arts graphiques
La collection de dessins renferme des feuilles d'artistes appartenant en majorité aux écoles françaises et italiennes mais aussi, en moins grand nombre, aux écoles nordiques et espagnoles.
Pour l'école française, on retrouve notamment des dessins de la main de Le Lorrain, Eustache Le Sueur, Antoine Watteau, François Boucher, Charles-Joseph Natoire, Jean-Marc Nattier, Auguste Rodin, Honoré Daumier, Jean-François Millet, Eugène Boudin, Henri de Toulouse-Lautrec, Armand Guillaumin, Berthe Morisot, Paul Cézanne, Auguste Renoir, Alfred Sisley, Henri-Edmond Cross, Édouard Vuillard, Georges Rouault, Albert Marquet, Marc Chagall, André Lhote, Léonard Foujita et Jean Fautrier.
Les écoles italiennes sont représentées notamment par Domenico Beccafumi, Lorenzo Lotto, Baccio Bandinelli, Daniele da Volterra, Il Romanino, Paul Véronèse, Le Tintoret, Jacopo Zucchi, Taddeo Zuccaro, Il Garofalo, Agostino Carracci, Federico Barocci, Mattia Preti, Luca Giordano, Domenico Fetti, Le Guerchin, Alessandro Algardi, Luigi Garzi, Francesco Furini, Pier Francesco Mola, Daniele Crespi, Giovanni Niccolò Servandoni et Amedeo Modigliani.
Pour les écoles du nord on retrouve Hendrik Goltzius, Jan Van Goyen et Anton Raphael Mengs.
L'Espagne est représentée par Vincenzo Carducci et Juan de Valdés Leal.

### Mobilier
- Tapisserie des Flandres du début du XVIe siècle en laine et soie avec fils d'or et d'argent représentant l'histoire de David et Bethsabée. Le roi David tombe amoureux de la belle Bethsabée, épouse d'Urie le Hittite. Sur ordre de David, Urie est envoyé au combat au plus fort de la mêlée où il trouvera la mort ce qui permettra l'union de David et Bethsabée qui auront un fils Salomon.
- Coffre en noyer, chêne et merisier en provenance du nord de la France et daté du début du XVIe siècle. Ce coffre est décoré d'allégories des trois vertus théologales (La Foi, l'Espérance et la Charité) et des quatre vertus cardinales (La Force, la Justice, la Prudence et le Tempérance).

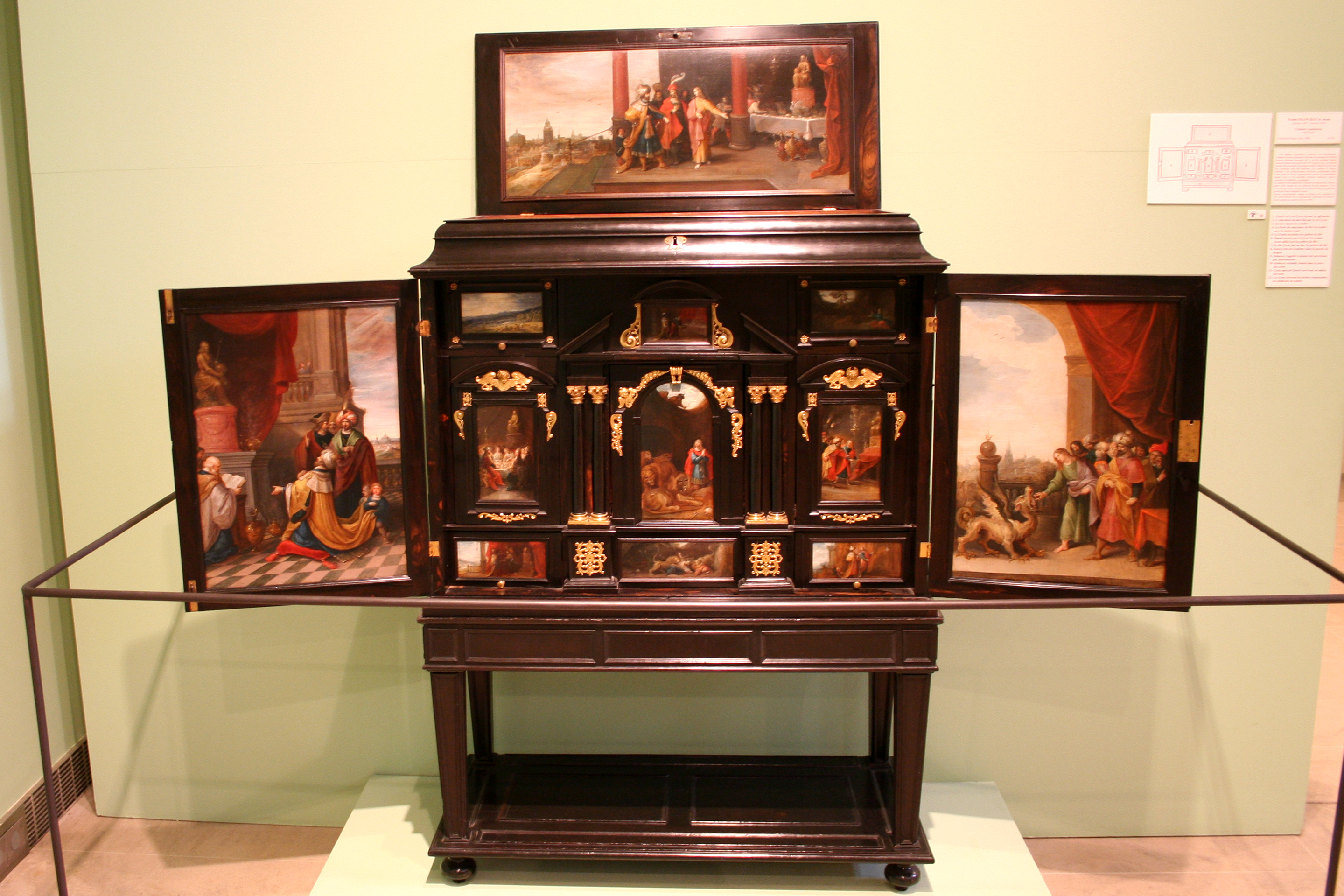
Frans II Francken, cabinet à peintures (après 1620).

- Cabinet à peintures décorés de douze médaillons peints par Frans II Francken représentant différentes étapes de la vie du prophète Daniel relatées dans le livre de Daniel de la Bible. Ce genre de cabinet à trésors qui étaient destinés aux collectionneurs anversois, renfermaient dans leurs nombreux tiroirs des objets variés : dessins, médailles, minéraux, coquillages etc. Le cabinet présenté est postérieur à 1620, phase de maturité de l'artiste qui produit à cette époque ses œuvres les plus abouties ; c'est l'un des deux seuls exemplaires connus peints par Frans Francken le jeune, véritable chef-d'œuvre, unique en France[13], en provenance de la collection Puech.

Légende : 1- Daniel et le roi Cyrus devant les offrandes 2- L'adoration du dieu Bel par le roi Cyrus 3- Daniel répand les cendres 4- La porte du sanctuaire de Bel est scellée avec le cachet royal 5- Le festin nocturne des prêtres de Bel 6- Daniel montre au roi Cyrus le conduit secret utilisé par les prêtres de Bel 7- Le roi Cyrus fait arrêter les prêtres de Bel 8- Daniel jette des boulettes dans la gueule du dragon 9- Habacuc s’apprête à donner des provisions aux moissonneurs 10- Habacuc ravitaille Daniel dans la fosse aux lions 11- Cyrus aperçoit Daniel survivant au milieu des lions 12- Les lions dévorent les prêtres responsables des malheurs de Daniel.

### Archéologie égyptienne

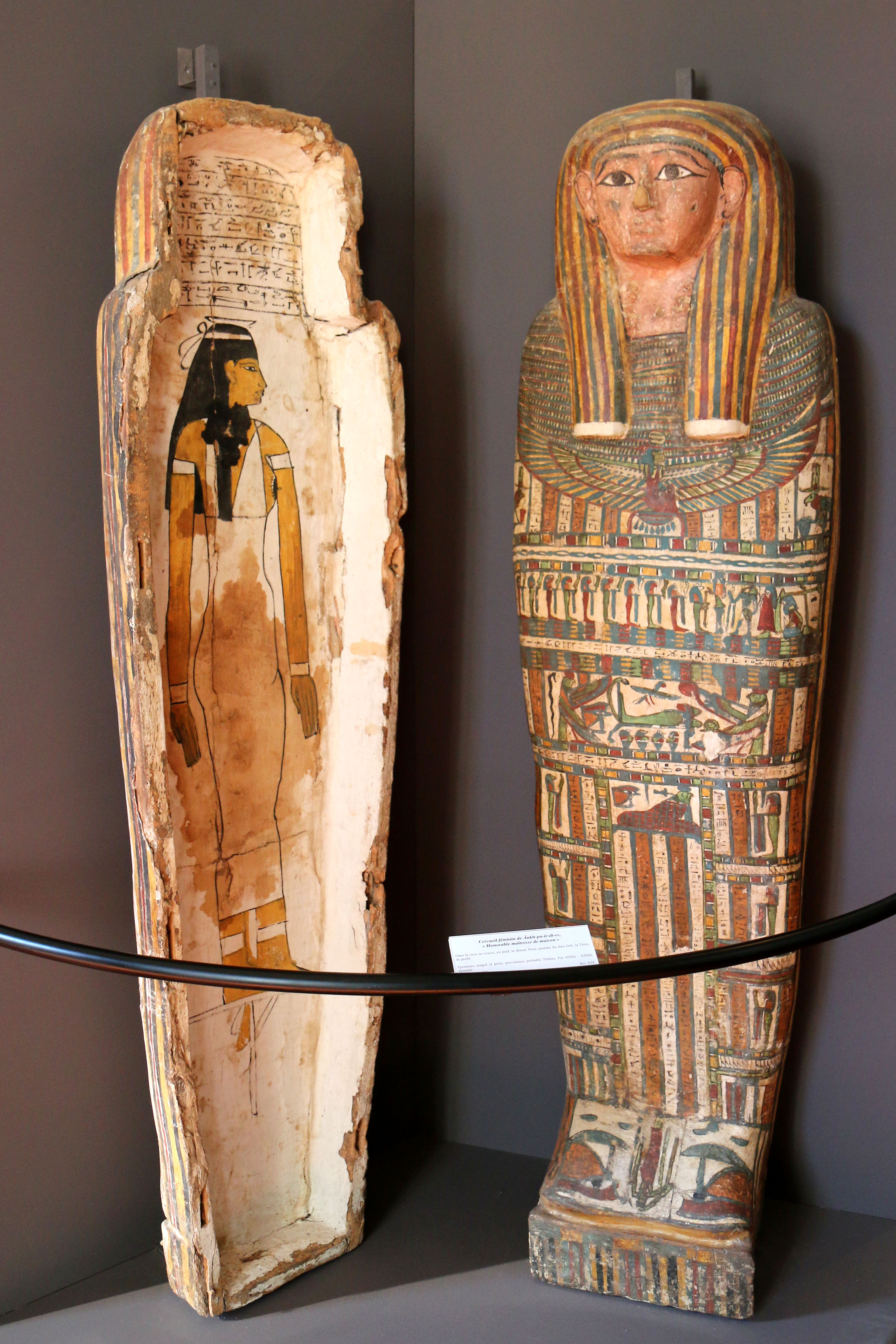
Sarcophage d'Ânk-pa-in-di-is.

La section égyptienne du musée a été constituée grâce au legs d'Esprit Calvet, puis à celui de Marius Clément, collectionneur marseillais. Divers achats ont complété les donations pour constituer un ensemble remarquable. Parmi les œuvres exposées, on peut remarquer plus particulièrement les suivantes :
- un sarcophage anthropoïde d'Ânkh-pa-in-di-is (honorable maîtresse de maison). Ce cercueil en sycomore stuqué et peint, provient probablement de Thèbes et date de la XXIIIe dynastie. L'intérieur de la cuve représente une femme debout de profil au teint clair, vêtue d'une tunique longue et collante, coiffée d'une perruque. Il s'agit d'une représentation de la déesse Nout représentée sous les traits d'une libyenne, vêtue à la mode de son pays[14] ;
- un vase canope en albâtre au nom de Iahmès à tête d'Amset ; au cours de l'opération de momification du corps du défunt, les viscères, foie, poumon, estomac et intestins étaient déposés dans quatre vases dont le couvercle représentait respectivement un des quatre enfants d'Horus : Amset avec une tête d'homme, Hâpi avec une tête de singe, Douamoutef avec une tête de chacal et Kébehsénouf avec une tête de faucon. Ce vase date de la XXVIe dynastie[15] ;
- un ex-voto familial de Yaï sur lequel sont figurés le défunt et les membres de sa famille. Les titres et les fonctions de chacun sont précisés : le défunt Yaï était directeur de la maison des navires, sa femme était chanteuse du dieu Sobek, dieu crocodile symbole de la puissance pharaonique. Cet ex-voto date de la XIIIe dynastie[16] ;
- une table d'offrande d'Harsiési et de Pa-di-Mout en provenance probablement d'Abydos. Cette table en calcaire date de la XXVIe dynastie, époque saïte[17] ;
- un médaillon hémisphérique en pierre ocre représentant la tête d'Ammon à la chevelure cintrée d'un bandeau et orné au-dessus du front de fleurs ou de pampres. Il s'agit d'une œuvre gallo-romaine du Ier siècle. Ce médaillon a été découvert à Caderousse et offert à Calvet par les prêtres de la doctrine chrétienne dont il fut le médecin jusqu'à la dispersion de la congrégation ;
- une stèle élevée au vice-roi de Nubie, Setaou, époque de Ramsès II. Au registre supérieur est figurée une scène de culte funéraire avec à gauche Osiris et debout derrière lui ses sœurs Isis et Nephtys.

Archéologie égyptienne
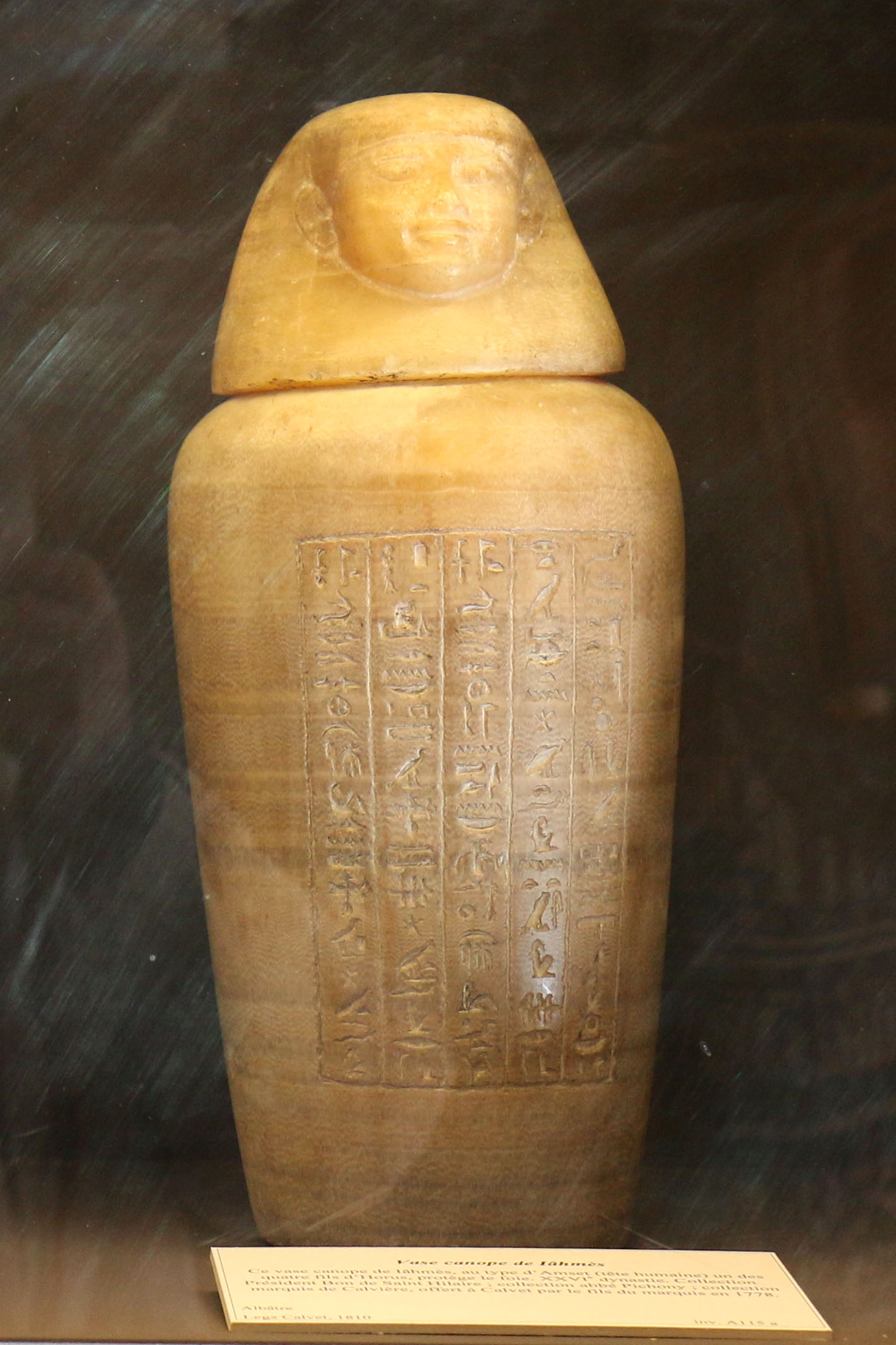
Vase canope.
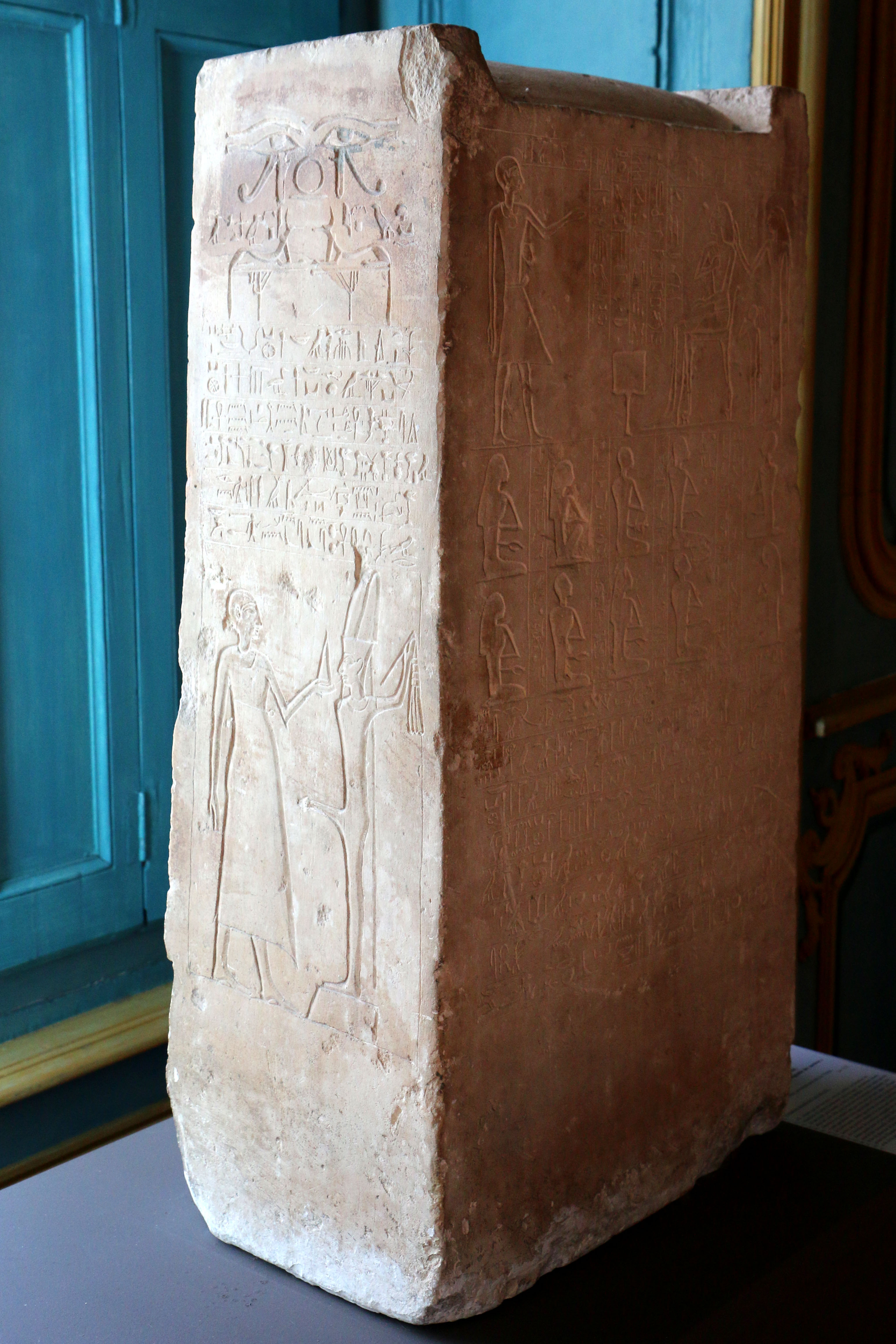
Ex-voto de YaÏ.
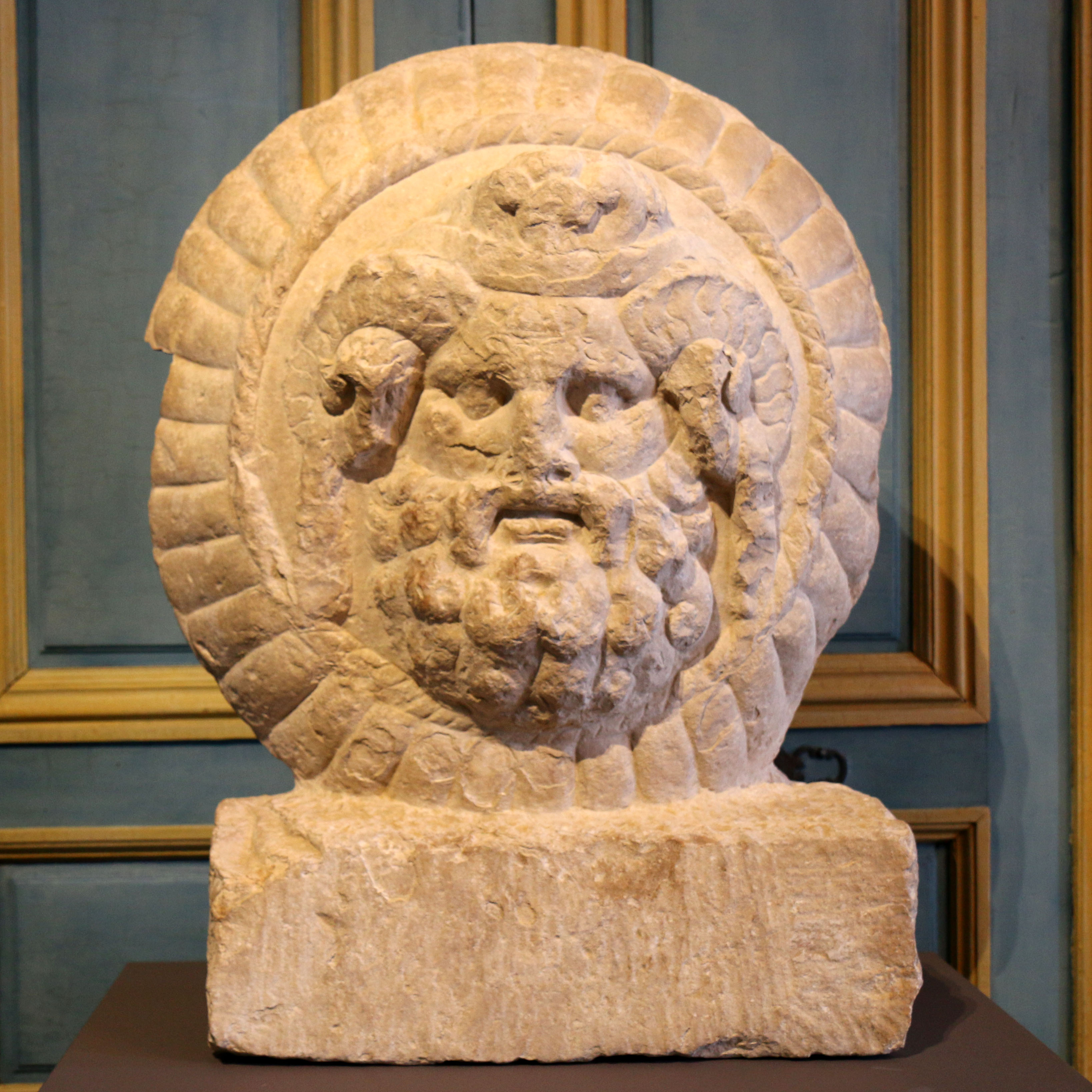
Médaillon d'Ammon.
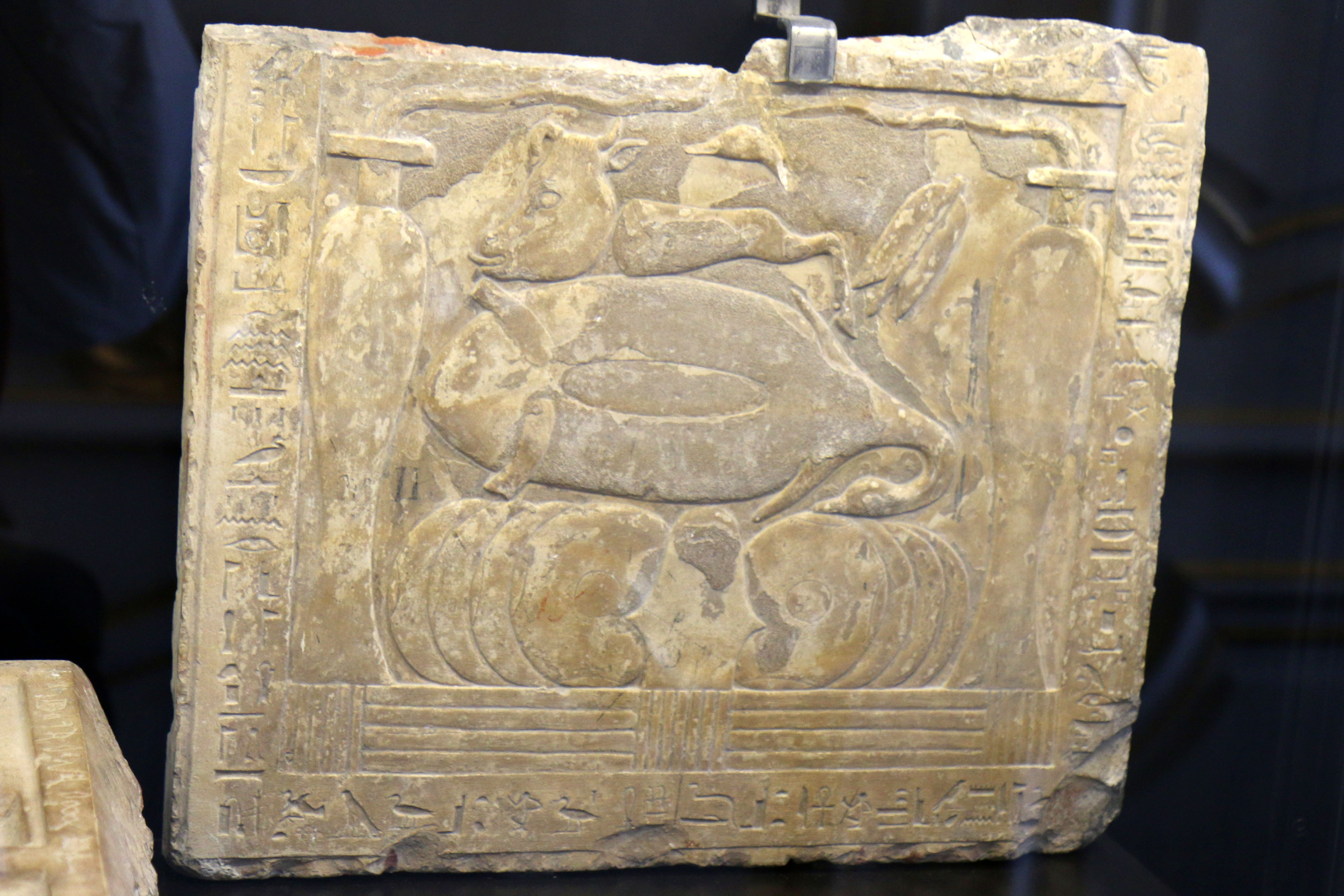
Table d'offrande d'Harsiési.

### Archéologie au musée lapidaire
Le musée lapidaire, dépendant du musée Calvet et situé dans une ancienne église des jésuites au no 27 rue de la République à Avignon, offre un panorama des civilisations grecque, romaine et gallo-romaine.

Pièces archéologiques conservées au musée lapidaire d'Avignon
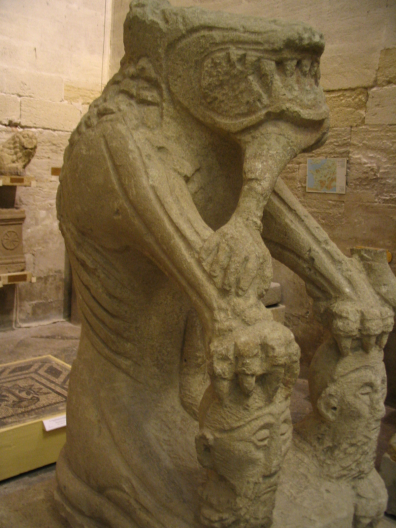
Tarasque de Noves.
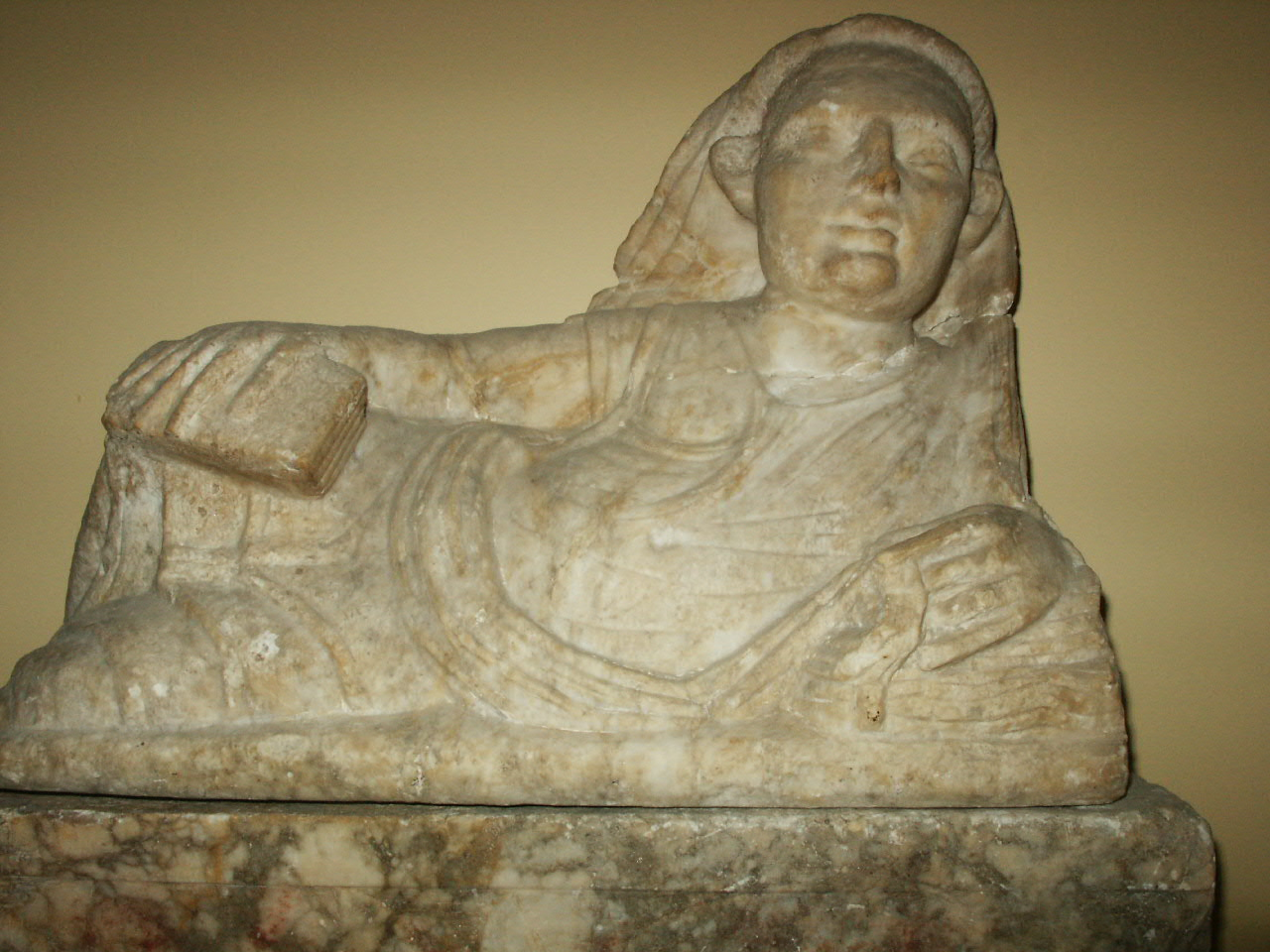
Sarcophage étrusque.
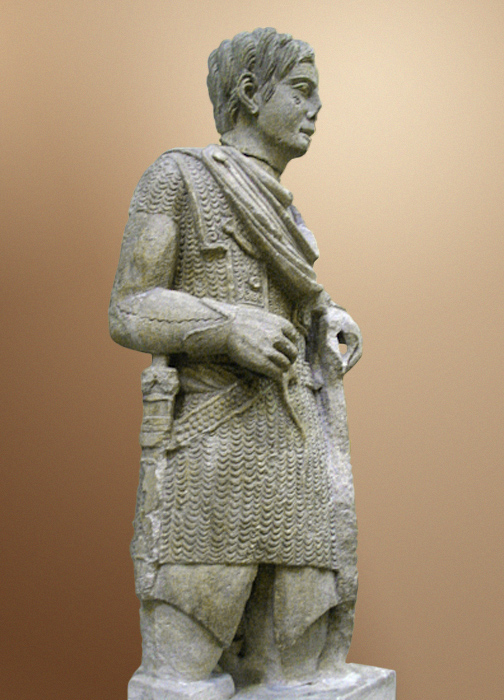
Guerrier gaulois de Vachères.
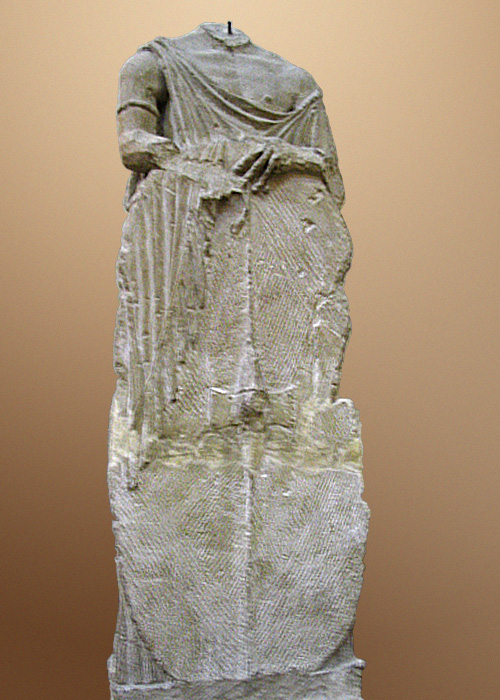
Guerrier gaulois de Mondragon.
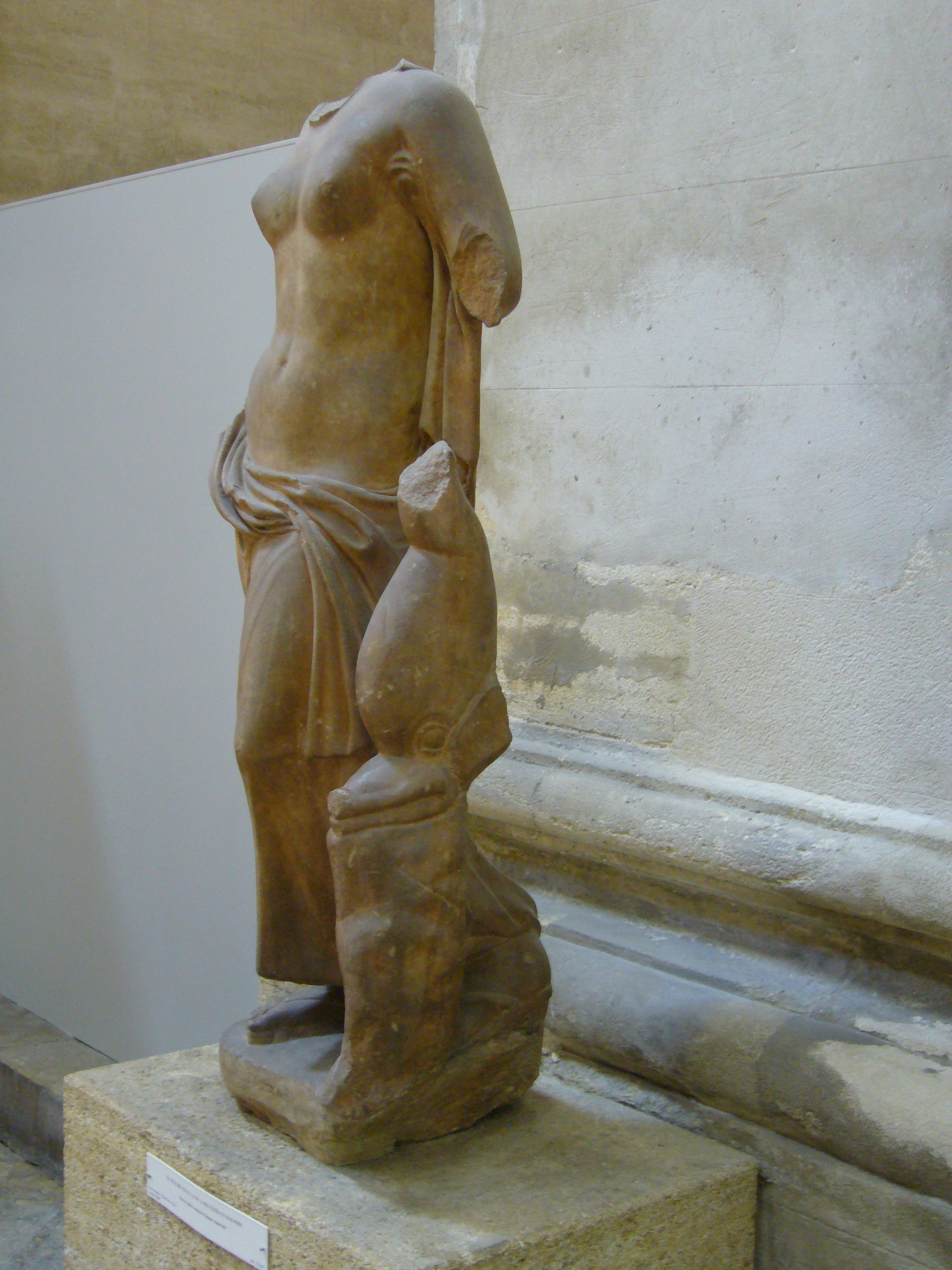
Vénus au dauphin.

## La Fondation Calvet
La Fondation Calvet est un établissement public propriétaire d'une partie des œuvres du Musée Calvet, de sa bibliothèque et de son médaillier. Elle assume la même fonction au musée lapidaire, au Petit Palais, au Muséum Requien, au musée Jouve, au musée juif comtadin et au musée archéologique de l'Hôtel-Dieu de Cavaillon.

## Conservateurs du musée Calvet
Liste provenant de la Fondation Calvet.
- 1814-1823 : Pierre-Bertrand Dejean
- 1823-1838 : Joseph-Bénézet-Xavier Guérin
- 1838-1840 : Marie-Charles-Jean-Louis-Casimir De Blégier
- 1841-1849 : Dominique-Victor-Hyacinthe Chaubaud
- 1849-1851 : Esprit Requien
- 1852-1890 : Augustin Deloye
- 1890-1906 : Léon-Honoré Labande
- 1906-1949 : Joseph Girard
- 1949-1984 : Georges De Loye
- 1984-1991 : Marie-Pierre Foissy-Aufrère
- 1992-1995 : Odile Cavalier (musée Lapidaire)
- 1995-2004 : Pierre Provoyeur
- 2005-2015 : Sylvain Boyer